# Pantheon (Roma)
Il Pantheon (in greco antico: πάνθεoν [ἱερόν]?, Pántheon [hierón], "[tempio] di tutti gli dei"), in latino classico Pantheum, è un edificio della Roma antica situato nel rione Pigna nel centro storico, costruito come tempio dedicato a tutte le divinità passate, presenti e future. Fu fondato nel 27 a.C. da Marco Vipsanio Agrippa, genero di Augusto, che lo dedicò alla dea Cibele e a tutti gli dei. Fu fatto ricostruire dall'imperatore Adriano presumibilmente dal 112 fino al 128 d.C. circa, dopo che gli incendi dell'80 e del 110 d.C. avevano danneggiato la costruzione precedente di età augustea.
È composto da una struttura circolare unita a un pronao in colonne corinzie (otto frontali e due gruppi di quattro in seconda e terza fila) che sorreggono un frontone. La grande cella circolare, detta rotonda, è cinta da spesse pareti in muratura e da otto grandi piloni su cui è ripartito il peso della caratteristica cupola emisferica in calcestruzzo che ospita al suo apice un'apertura circolare detta oculo, il quale permette l'illuminazione dell'ambiente interno. L'altezza dell'edificio calcolata all'oculo è pari al diametro della rotonda, caratteristica che rispecchia i criteri classici di architettura equilibrata e armoniosa. A quasi due millenni dalla sua costruzione, la cupola intradossata del Pantheon è ancora oggi una delle cupole più grandi di tutto il mondo, e nello specifico la più grande costruita in calcestruzzo romano, nonché l’edificio più imponente e meglio conservato che sia mai giunto fino a noi.
All'inizio del VII secolo il Pantheon venne donato dall'imperatore d'oriente Foca a papa Bonifacio IV e fu convertito in basilica cristiana chiamata Santa Maria della Rotonda o Santa Maria ad Martyres, il che gli ha consentito di sopravvivere quasi integro alle spoliazioni patite dagli altri edifici della Roma classica. Gode del rango di basilica minore ed è l'unica basilica di Roma oltre a quelle patriarcali ad avere ancora un capitolo. Gli abitanti di Roma lo chiamavano popolarmente la Rotonna ("la Rotonda"), da cui derivano anche il nome della piazza e della via antistanti.
Attualmente proprietà demaniale dello Stato italiano, dal dicembre 2014 il Ministero per i beni e le attività culturali lo ha gestito tramite il Polo museale del Lazio, e dal dicembre 2019 attraverso la Direzione Musei statali di Roma. Nel 2019 ha fatto registrare 8 955 569 visitatori, risultando il sito museale statale italiano più visitato.

## Etimologia
La parola Pantheon è a tutti gli effetti un prestito greco che la lingua italiana ha mantenuto tramite il latino: in greco τό πάνθειον è un aggettivo sostantivato indicante "la totalità degli dei" e, nella maggior parte dei casi, sottintende il sostantivo ἱερόν ("tempio"). Dunque dal greco τό Πάνθειον (ἱερόν) ("Il tempio di tutti gli dei") è derivato il calco latino Pantheon, utilizzato da Plinio il vecchio, che ha consegnato la parola alla lingua italiana.
Cassio Dione, un senatore romano di lingua greca, ipotizzava che il nome derivasse dalle numerose statue di dei collocate lungo le pareti dell'edificio o dalla somiglianza della cupola alla volta celeste. La sua incertezza lascia supporre che il nome Pantheon (o Pantheum) fosse soltanto un soprannome, non il nome ufficiale dell'edificio.
In effetti, il concetto che potesse esistere un tempio dedicato a tutti gli dei è opinabile. L'unico "pantheon" effettivamente tale registrato dalle fonti prima di quello di Agrippa si trovava ad Antiochia in Siria, sebbene fosse citato solamente da una fonte del VI secolo d.C.
Ziegler provò a raccogliere prove relativamente all'esistenza di panthea, ma la sua lista consiste solamente di semplici dediche quali "a tutti gli dei" o "ai dodici dei", che non sono necessariamente citazioni di veri e propri templi in cui si praticasse il culto di tutti gli dei.

## Il Pantheon di Agrippa

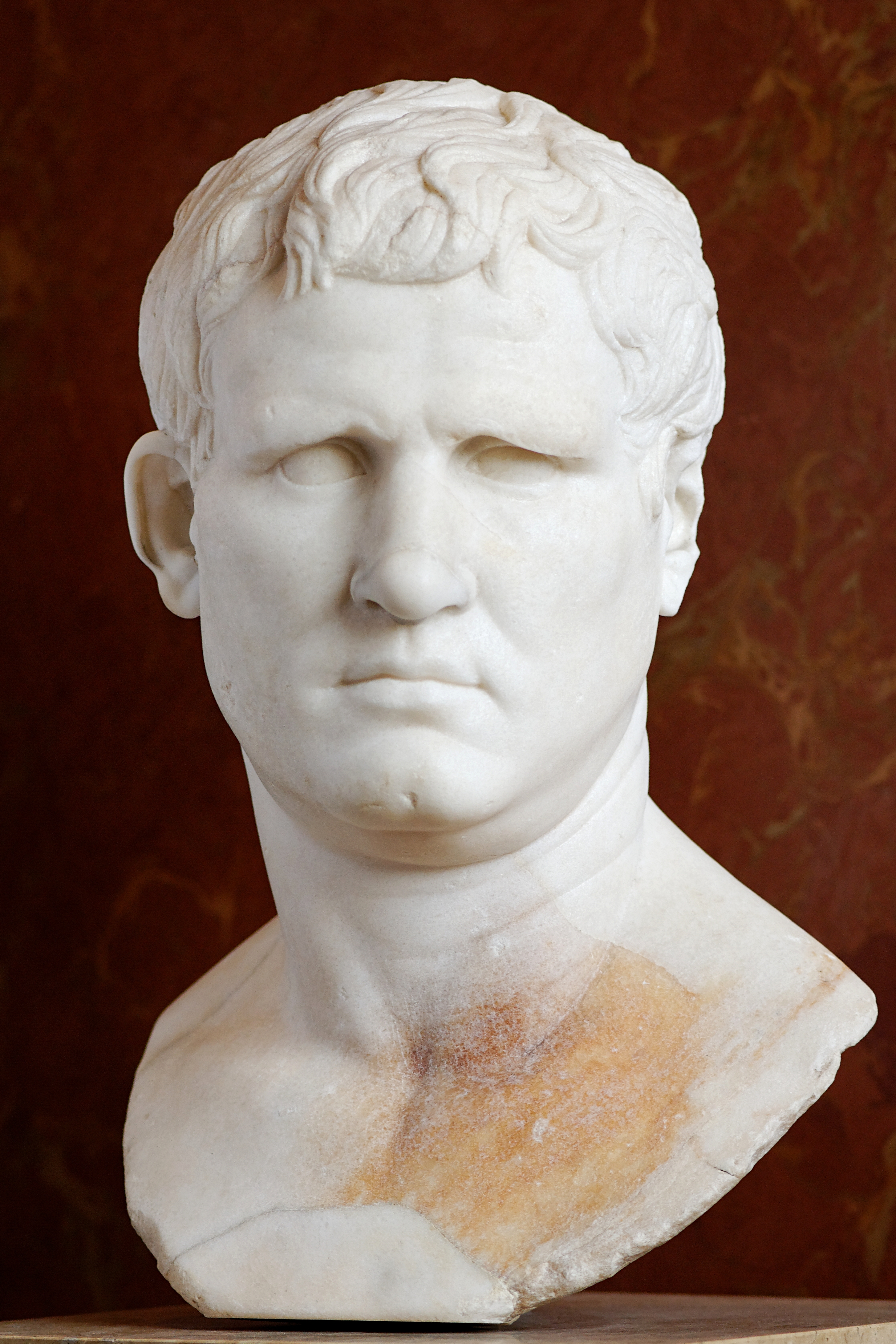
Marco Vipsanio Agrippa

Il primo Pantheon fu fatto costruire nel 27-25 a.C. da Marco Vipsanio Agrippa, amico e genero di Augusto, nel quadro della monumentalizzazione del Campo Marzio, affidandone la realizzazione a Lucio Cocceio Aucto. Esso sorgeva infatti fra i Saepta Iulia e la basilica di Nettuno, fatti erigere a spese dello stesso Agrippa su un'area di sua proprietà, in cui si allineavano da sud a nord le terme di Agrippa, la basilica di Nettuno e il Pantheon stesso.
Sembra probabile che sia il Pantheon sia la basilica di Nettuno fossero sacra privata (edifici privati a uso sacro) di Agrippa e non aedes publicae (templi a uso pubblico). Questa funzione meno solenne potrebbe aiutare a spiegare perché si fosse persa così presto e facilmente la memoria del nome originario e la sua funzione (Ziolkowski ipotizza che in origine esso fosse il tempio di Marte in Campo Marzio).

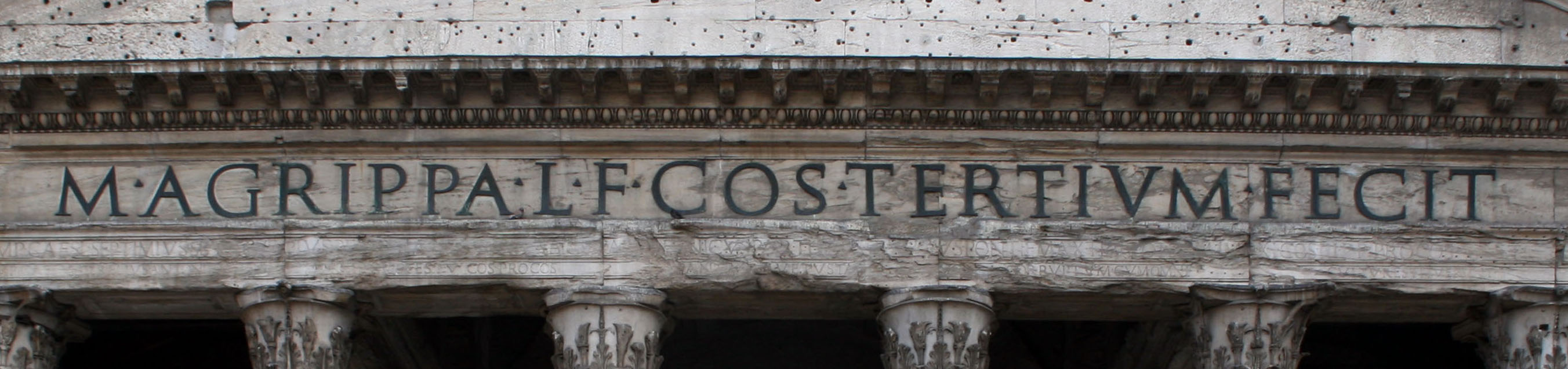
L'iscrizione di Agrippa, ricollocata da Adriano

L'iscrizione originale di dedica dell'edificio, riportata sulla successiva ricostruzione di epoca adrianea, recita: M·AGRIPPA·L·F·COS·TERTIVM·FECIT, ossia: 
(CIL VI, 896)
 Dai resti rinvenuti a circa 2,50 metri sotto l'edificio alla fine del XIX secolo, si sa che questo primo tempio era di pianta rettangolare (43,76×19,82 metri) con cella disposta trasversalmente, più larga che lunga (come il tempio della Concordia nel Foro Romano e il piccolo tempio di Veiove sul Campidoglio), costruito in blocchi di travertino rivestiti da lastre di marmo.
L'edificio era rivolto verso sud, in senso opposto alla ricostruzione adrianea, preceduto da un pronao sul lato lungo che misurava in larghezza 21,26 metri. Davanti a esso si trovava un'area scoperta circolare, una sorta di piazza che separava il tempio dalla basilica di Nettuno, recintata da un muretto in opera reticolata e con pavimento in lastre di travertino. Sopra queste lastre ne vennero poi posate altre di marmo, forse durante il restauro domizianeo.
L'edificio di Agrippa aveva comunque l'asse centrale che coincideva con quello dell'edificio più recente e la larghezza della cella era uguale al diametro interno della rotonda. L'intera profondità dell'edificio augusteo coincide inoltre con la profondità del pronao adrianeo.
La sola fonte che descrive quali fossero le decorazioni del Pantheon di Agrippa è Plinio il Vecchio, che lo vide di persona. Nella sua Naturalis Historia riporta, infatti, che i capitelli erano realizzati in bronzo siracusano e che la decorazione comprendeva delle cariatidi e statue frontonali. Le cariatidi, collocate sulle colonne del tempio, furono scolpite dall'artista neoattico Diogenes di Atene.
Il tempio si affacciava su una piazza, oggi chiamata Piazza della Rotonda; sul lato opposto della basilica si trovava invece la Basilica di Nettuno, della quale sono ancora visibili alcuni resti.
Cassio Dione afferma che il "Pantheon" aveva questo nome forse perché accoglieva le statue di molte divinità o più probabilmente perché la cupola della costruzione richiamava la volta celeste (e quindi le sette divinità planetarie), e che l'intenzione di Agrippa era stata quella di creare un luogo di culto dinastico, dedicato agli dei protettori della gens Iulia (Marte e Venere), e dove fosse collocata una statua di Ottaviano Augusto, da cui l'edificio avrebbe derivato il nome. Essendosi l'imperatore opposto a entrambe le cose, Agrippa fece porre all'interno una statua del Divo Giulio (ossia di Cesare divinizzato) e, all'esterno, nel pronao, una di Ottaviano e una di sé stesso, a celebrazione della loro amicizia e del proprio zelo per il bene pubblico.
Distrutto dal fuoco nell'80, venne restaurato sotto Domiziano, ma subì una seconda distruzione nel 110 d.C. sotto Traiano a causa di un fulmine.
| Planimetria del Campo Marzio centrale |
| --- |
| Terme di Nerone Stadio di Domiziano Pantheon Basilica di Nettuno Terme di Agrippa Stagnum ? Odeon di Domiziano Insulae d'epoca adrianea Magazzini ? Magazzini ? Magazzini ? Saepta Iulia Diribitorium Porticus Divorum Aqua Virgo Arco di Claudio Porticus Vipsania Caserma della I coorte dei Vigiles Iseum Tempio di Minerva Calcidica Ara di Marte Via Flaminia Via Flaminia Tempio di Adriano Tempio di Matidia Teatro di Pompeo Templi di Largo Argentina Portico di Minucio Colonna di Marco Aurelio T. di M.Aurelio e Faustina (?) Arco di M.Aurelio (?) Colonna di Antonino Pio Ustrino di Faustina maggiore Ustrino di Faustina minore Via Recta Portico e tempio del Bonus Eventus Portico di Pompeo Arcus Novus Portico di Meleagro Portico degli Argonauti Piazza della Rotonda Villa Publica |

## Il Pantheon adrianeo

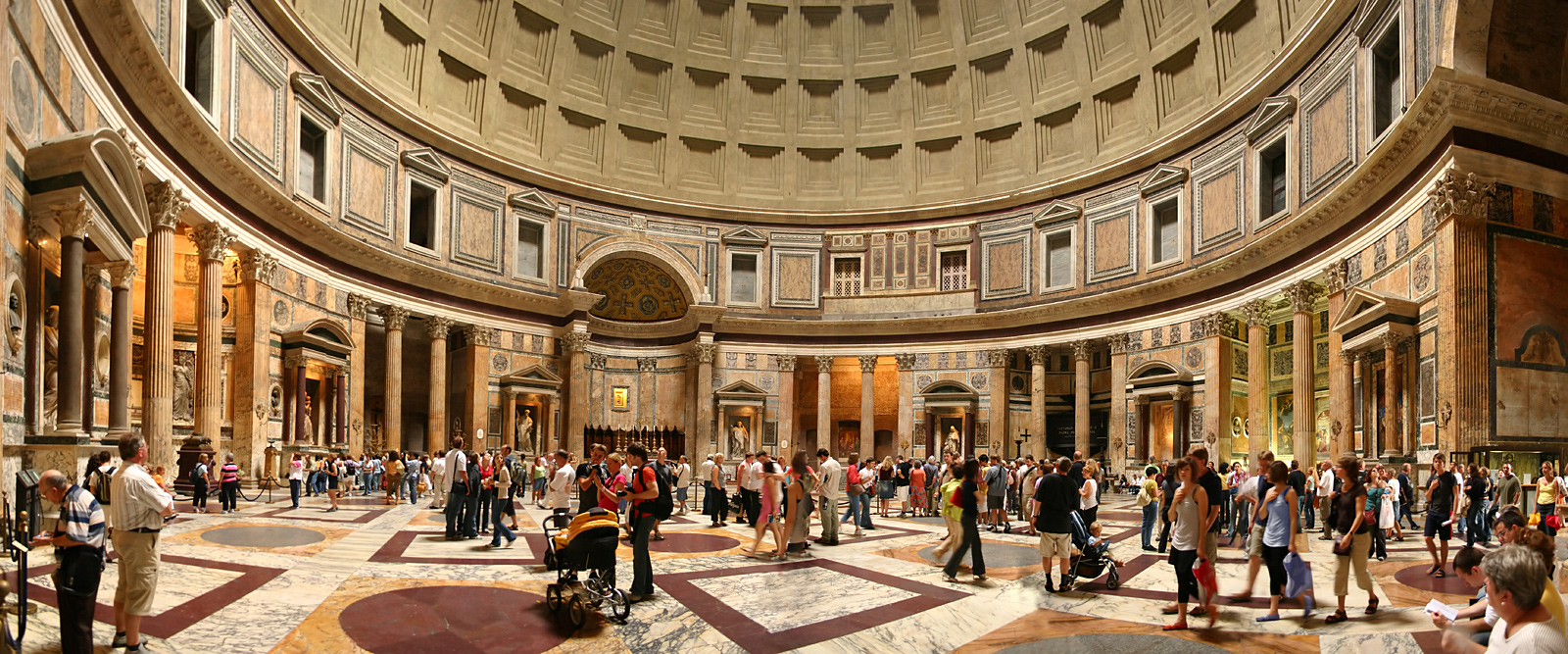
Interno del Pantheon

Esiste l'opinione che sotto Adriano l'edificio venne interamente ricostruito tra il 112-115 e il 124, mentre un'ipotesi precedente collocava la ricostruzione tra il 118 e il 128. Si può ipotizzare che il tempio sia stato dedicato dall'imperatore durante la sua permanenza nella capitale tra il 125 e il 127.
I bolli laterizi (marchi di fabbrica annuali sui mattoni) appartengono agli anni 115-127. Ma soltanto come leggere correzioni nella parte alta dei muri. Maggior parte (98%) dei bolli laterizi appartengono agli anni 30-15 A.C. e quindi Adriano non ha riedificato ma effettuato soltanto dei piccoli ritocchi.
Ecco le altre versioni riguardo la riedificazione del Pantheon, sempre errate. Secondo alcuni il progetto, redatto subito dopo la distruzione dell'edificio precedente in epoca traianea, sarebbe attribuibile all'architetto Apollodoro di Damasco. È anche possibile, stando a considerazioni sulle irregolarità e le peculiarità della costruzione, che l'edificazione sia stata iniziata sotto Traiano, ripresa alla morte di questi da Adriano, interrotta per qualche tempo, poi completata con alcune variazioni al progetto iniziale, in particolare legate alla riduzione dell'altezza delle colonne del pronao da 50 a 40 piedi.
L'edificio è costituito da un pronao collegato a un'ampia cella rotonda per mezzo di una struttura rettangolare intermedia. Rispetto all'edificio precedente fu invertito l'orientamento, con l'affaccio verso nord. Il grande pronao e la struttura di collegamento con la cella (avancorpo) occupavano l'intero spazio del precedente tempio, mentre la rotonda venne costruita quasi facendola coincidere con la piazza augustea circolare recintata che divideva il Pantheon dalla basilica di Nettuno. Il tempio era preceduto da una piazza porticata su tre lati e pavimentata con lastre di travertino.
La rotonda è stata eretta su una robusta fondazione formata da un anello in calcestruzzo spesso 7,3 m e profondo 4,5 m.
Cronologicamente, dapprima fu realizzata la cella circolare, quindi l'avancorpo e, infine, il pronao.

### Il pronao

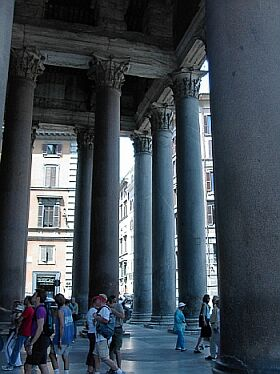
L'interno del pronao

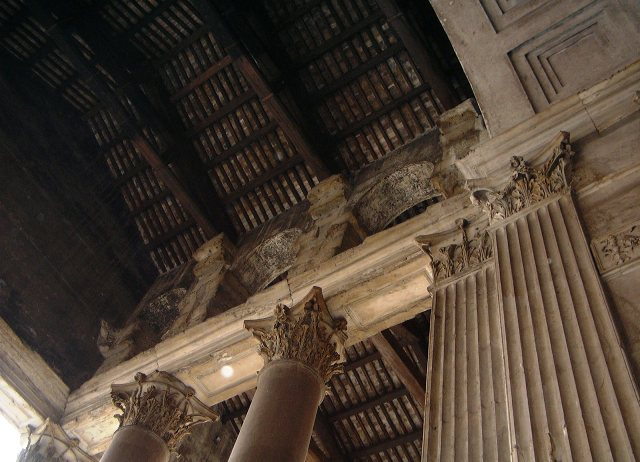
La copertura del pronao

Il pronao, ottastilo (16 colonne, 8 colonne di granito grigio provenienti dall'isola d'Elba e 8 colonne di granito rosa provenienti dalla cava di Mons Claudianus in Egitto), misura 34,20×15,62 m e fu innalzato di 1,32 m sul livello della piazza per cui vi si accedeva per mezzo di cinque gradini. L'altezza totale dell'ordine è di 14,15 m e i fusti hanno 1,486 m di diametro alla base.
Sulla facciata il fregio riporta l'iscrizione di Agrippa in lettere di bronzo, mentre una seconda iscrizione, in caratteri più piccoli, relativa a un modesto restauro compiuto nel 202 d.C. da Settimio Severo e Caracalla, fu incisa sull'architrave sotto alla prima. Il frontone doveva essere decorato con figure in bronzo, fissate sul fondo con perni di cui si vedono le sedi nel marmo del frontone.
All'interno, quattro file di due colonne (poste in corrispondenza della prima, terza, sesta e ottava colonna della prima fila) dividono lo spazio in tre navate: quella centrale più ampia conduce alla grande porta di accesso della cella, mentre le due laterali terminano su ampie nicchie che dovevano ospitare le statue di Augusto e di Agrippa qui trasferite dall'edificio augusteo.
I fusti delle colonne erano in granito grigio (otto in facciata) o rosa (otto, distribuite nelle due file retrostanti), provenienti dalle cave egiziane di Assuan, e anche i fusti dei porticati della piazza erano in granito grigio, sebbene di dimensioni inferiori. I capitelli corinzi, le basi e gli elementi della trabeazione erano in marmo bianco pentelico, proveniente dalla Grecia. L'ultima colonna del lato orientale del pronao, mancante già dal XV secolo, fu rimpiazzata da un fusto in granito grigio sotto papa Alessandro VII e la colonna all'estremità orientale della facciata fu ugualmente sostituita sotto papa Urbano VIII con un fusto in granito rosa: l'originaria alternanza dei colori nelle colonne è stata perciò alterata nel corso del tempo. Le nuove colonne provenivano entrambe dalle Terme Neroniane.
Il timpano (che non è calibrato secondo la proporzione canonica greca) è divenuto liscio per l'avvenuta perdita della decorazione bronzea, di cui però si vedono ancora i fori per i supporti che la sostenevano. Dalla posizione dei fori rimasti, si ritiene che la decorazione possa aver rappresentato un'aquila con una corona.
Il tetto a doppio spiovente è sorretto da capriate lignee, sostenute da muri in blocchi con archi poggianti sopra le file di colonne interne. La copertura bronzea della travatura lignea del pronao fu asportata nel 1625 (oppure nel 1632) sotto papa Urbano VIII per la realizzazione di 80 cannoni di Castel Sant'Angelo e forse in parte minima per l'edificazione del Baldacchino di San Pietro, opera di Gian Lorenzo Bernini: per questo "riciclo" fu scritta la famosa pasquinata "Quod non fecerunt barbari, fecerunt Barberini".
Il pronao è pavimentato in lastre di marmi colorati che si dispongono secondo un disegno geometrico di cerchi e quadrati. Anche i lati del pronao sono rivestiti in marmo.

### L'avancorpo

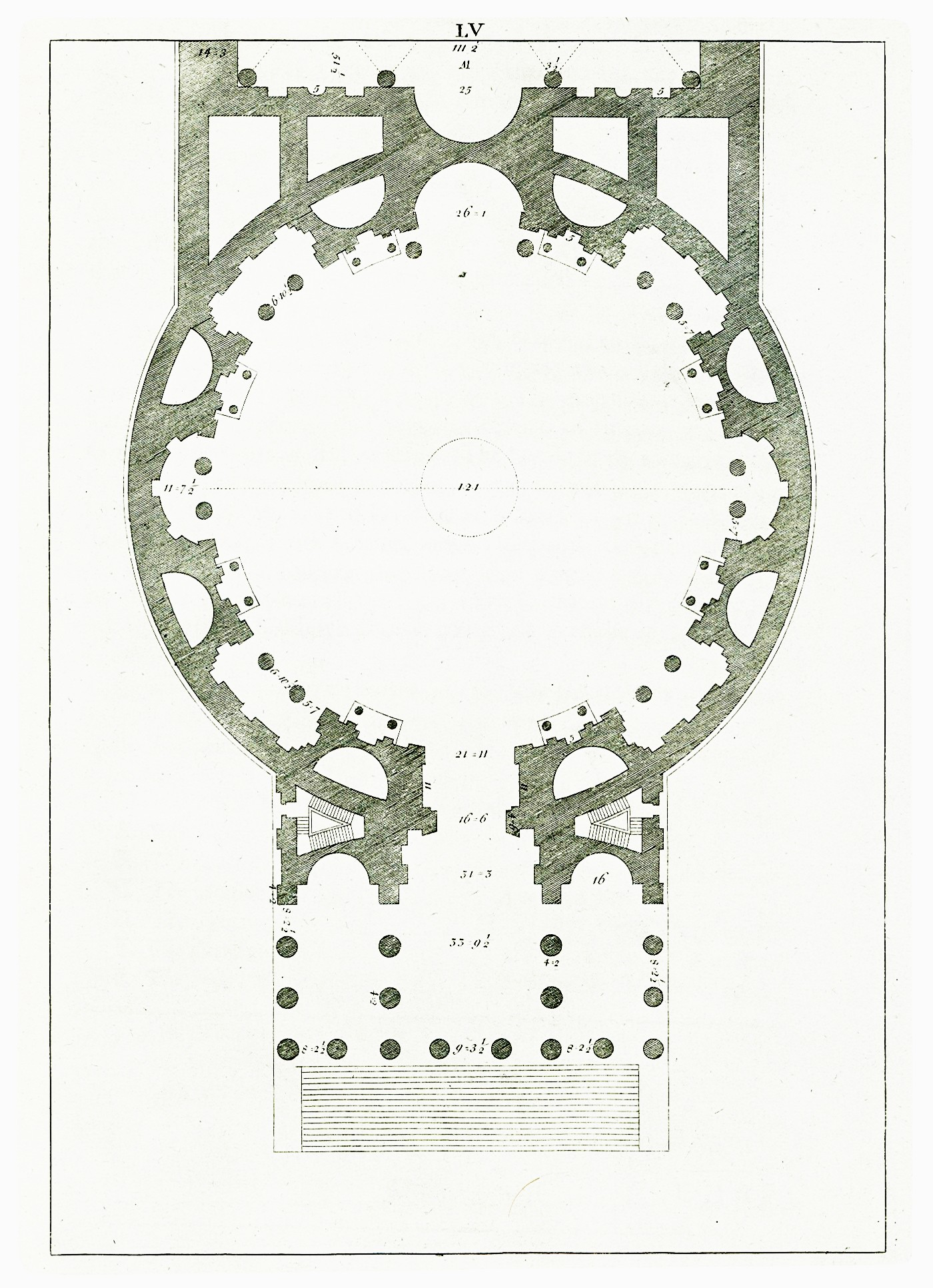
Andrea Palladio, I quattro libri dell'architettura, pianta del Pantheon (1570)

La struttura intermedia che collega il pronao alla cella è un avancorpo in opera laterizia (mattoni), costituita da due massicci pilastri che si appoggiano alla rotonda, collegati da una volta che proseguiva senza soluzione di continuità l'originaria volta sospesa in bronzo della parte centrale del pronao. Nei pilastri sono inserite scale di accesso alla parte superiore della rotonda. La parete è rivestita con lastre di marmo pentelico e decorata all'esterno e ai lati della porta della cella da un ordine di lesene che prosegue l'ordine del pronao. Tra le lesene sono inseriti pannelli decorativi con ghirlande, simboli sacerdotali e strumenti sacrificali.
All'esterno la struttura ha la stessa altezza del cilindro della rotonda e doveva come questa avere un rivestimento in stucco e intonaco, poi scomparso.
Sulla facciata un frontone in laterizio ripete quello del pronao a un'altezza maggiore, e si rapporta alle divisioni delle cornici marcapiano presenti sulla rotonda, che proseguono senza soluzione di continuità sulle pareti esterne della struttura rettangolare al di sopra dell'ordine di lesene. Il frontone, nascosto dal pronao, doveva comunque essere visibile solo da grande distanza.
La differenza di livello tra i due frontoni ha fatto ipotizzare che il pronao dell'edificio fosse stato in origine previsto di maggiori dimensioni, con fusti di colonna di 50 piedi (14,80 m) invece che di 40 piedi (11,84 m), ma che le cave di granito egiziane, già sfruttate per i fusti del monumentale ingresso settentrionale del Foro di Traiano, non fossero in grado di fornire altri fusti monolitici di tali eccezionali dimensioni e che il progetto dovette dunque essere ridotto e modificato.
La porta in bronzo, la più antica e la più imponente di quelle ancora in uso a Roma, misura 4,45 m di larghezza per 7,53 m di altezza.

### L'esterno della rotonda
L'esterno della rotonda nasconde la cupola per un terzo, costruendo un corpo cilindrico che altro non è che la continuazione in verticale del tamburo. Tra cupola e muro esterno è così racchiusa un'ampia intercapedine dove è stato ricavato un doppio sistema di camere finestrate, organizzate su un corridoio anulare, che ha anche la funzione di alleggerire il peso delle volte.

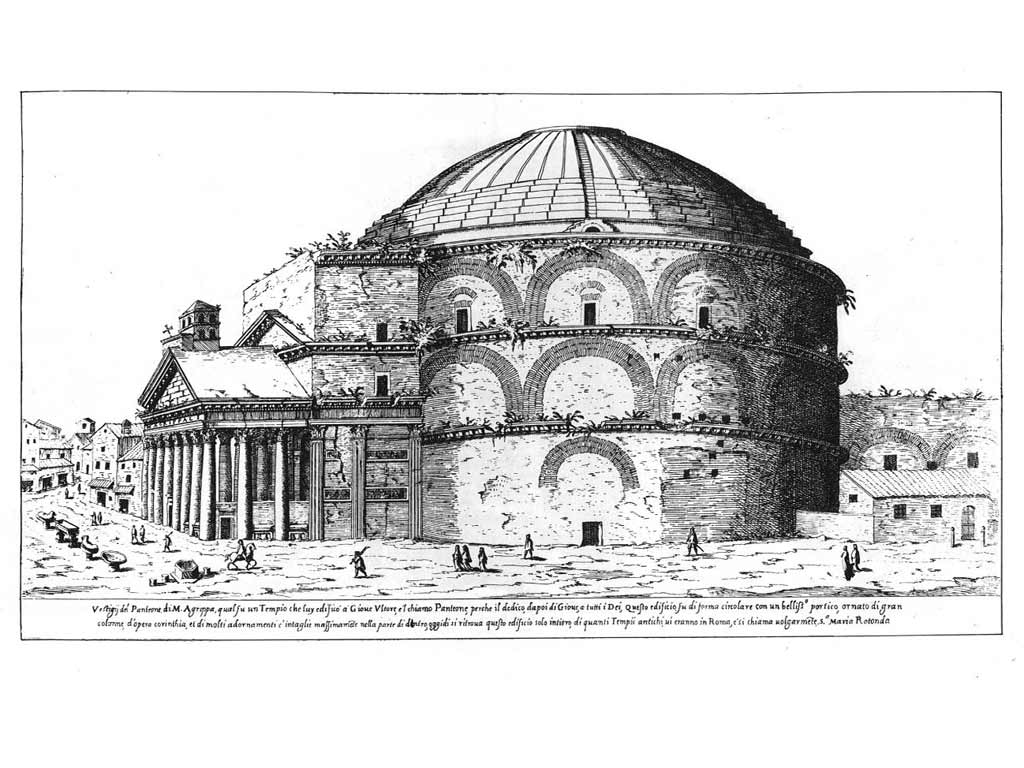
L'esterno del Pantheon in un'incisione del XVI secolo di Étienne Dupérac

Il corpo esteriore della rotonda, esclusa la cupola, non era visibile anticamente, in quanto nascosto dalla presenza di altri edifici contigui; per questo non presenta particolari decorazioni, a parte tre cornici con mensole ad altezze diverse: in corrispondenza della trabeazione del primo ordine interno, lungo la linea d'imposta della cupola e sul coronamento.
A ciascuna di queste tre fasce corrispondono anche diversi materiali usati nell'edificio, via via più leggeri; più in dettaglio, dal basso verso l'alto, sono stati usati:
- I fascia: strati di calcestruzzo alternati con scaglie di travertino e tufo;
- II fascia: strati di calcestruzzo alternati con scaglie di tufo e mattoni;
- III fascia: strati di calcestruzzo con sole scaglie di mattoni.

### L'interno della rotonda
(Marguerite Yourcenar, Memorie di Adriano)

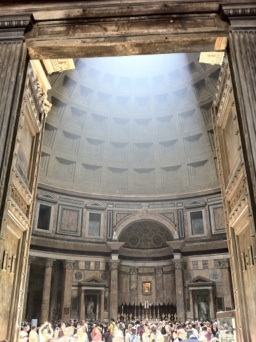
L'interno all'equinozio di primavera

Lo spazio interno della cella rotonda è costituito da un cilindro coperto da una semisfera. Il cilindro ha altezza uguale al raggio (21,72 m) e l'altezza totale dell'interno è uguale al diametro (43,44 m; 43,30 m).
Al livello inferiore si aprono sei ampie nicchie dìstile (ossia con due colonne sul fronte), a pianta alternativamente rettangolare (in realtà trapezoidale) e semicircolare, più la nicchia dell'ingresso e l'abside. Questo primo livello è inquadrato da un ordine architettonico con le colonne in corrispondenza dell'apertura delle nicchie e lesene nei tratti di parete intermedi, che sorreggono una trabeazione continua. Solo l'abside opposta all'ingresso è invece fiancheggiata da due colonne sporgenti dalla parete. La trabeazione continua del corpo della rotonda prosegue nell'abside; su di essa si regge il catino absidale a semicupola.
Tra le lesene, negli spazi tra le nicchie, sono presenti otto piccole edicole su alto basamento, con frontoncini alternativamente triangolari e curvilinei. Le pareti sono rivestite da lastre di marmi colorati.
L'ordine superiore, in opus sectile, aveva un ordine di lesene in porfido che inquadravano finestre e un rivestimento in lastre di marmi colorati. Le finestre si affacciano sul primo corridoio anulare interno di alleggerimento. La decorazione romana originale di questa fascia fu sostituita dall'architetto Paolo Posi nel 1747 su indicazione di papa Benedetto XIV. Nel settore sud-occidentale una parte dell'originario aspetto romano di questo livello fu restaurata negli anni trenta del XX secolo, ma in modo non del tutto preciso.
Il pavimento della rotonda è quello originale, restaurato profondamente nel 1873, è leggermente convesso verso i lati, con la parte più alta (spostata di circa 2 metri verso nord-ovest rispetto al centro) sopraelevata di circa 30 cm, mentre è concavo al centro per far sì che la pioggia che scende all'interno del tempio attraverso l'oculo posto sulla cima della cupola, defluisca verso i 22 fori di scolo posti al centro della rotonda.
Il rivestimento del pavimento è in lastre con un disegno di quadrati in cui sono inscritti alternativamente cerchi o quadrati più piccoli. I materiali utilizzati sono il porfido, il giallo antico, il granito e il pavonazzetto.

### La cupola

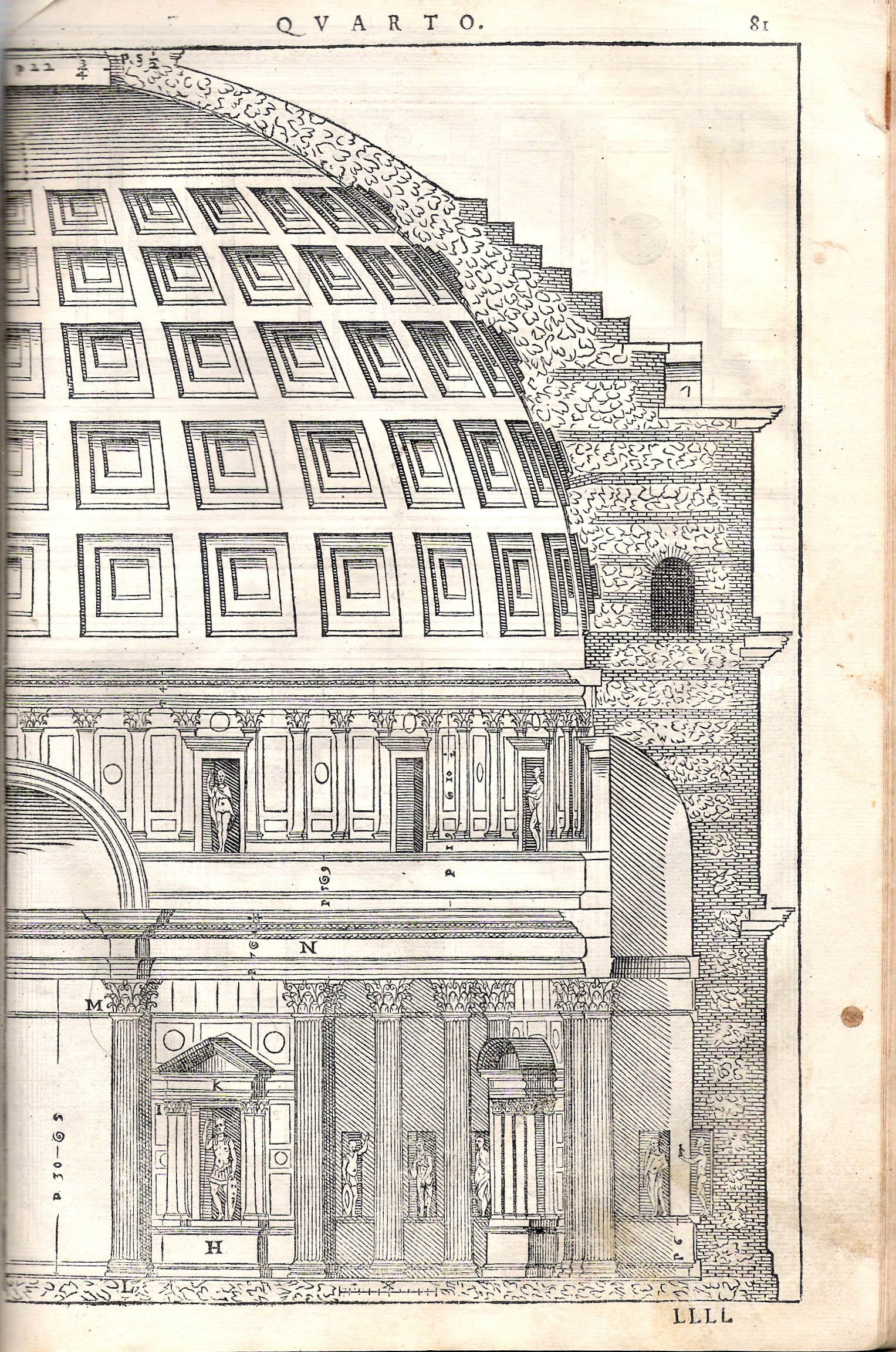
Andrea Palladio, I quattro libri dell'architettura, sezione con la cupola (1570)

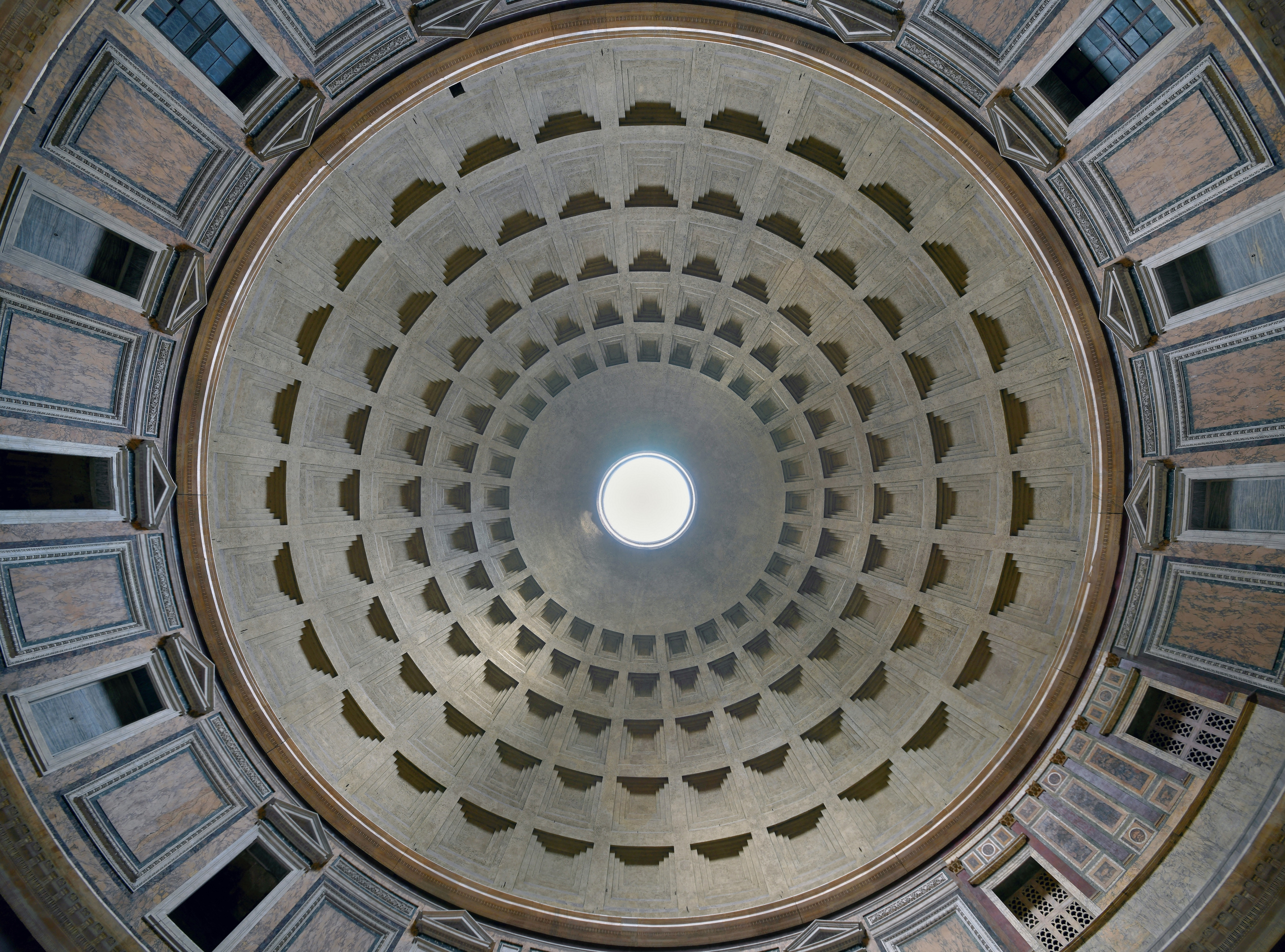
L'interno della cupola

La cupola, del diametro di 43,44 m (43,30 m secondo Cinti & al. e Coarelli), e con più di 5 000 tonnellate di peso, è l'archetipo delle cupole costruite nei secoli successivi in Europa e nel Mediterraneo, sia nelle chiese cristiane, sia nelle moschee musulmane. Per ciò che concerne il diametro, oggi, se non si considera la copertura del CNIT (Centre des nouvelles industries et technologies) di Parigi come una cupola (in realtà è una volta a crociera), la cupola del Pantheon è tuttora la cupola più grande al mondo, superando sia la cupola di San Pietro (diametro 42,52 m) sia la cupola del Brunelleschi a Firenze (diagonale minore 41,47 m) così come la cupola di Santa Sofia a Costantinopoli (diametro maggiore 31,24 m). Tra le cupole in calcestruzzo, quella del Pantheon ha le dimensioni del diametro ancora insuperate.
All'interno è decorata da cinque ordini di ventotto cassettoni; ventotto era un numero che gli antichi consideravano perfetto, dal momento che si ottiene dalla somma 1+2+3+4+5+6+7 e che il sette è un numero che indica perfezione, essendo sette i pianeti visibili a occhio nudo. I cassettoni sono di misura decrescente procedendo verso l'alto, e sono assenti nell'ampia fascia liscia vicina all'oculo zenitale, che misura 9 m di diametro. L'oculo, che dà luce alla cupola, è circondato da una cornice di tegoloni fasciati in bronzo fissati alla cupola, che forse proseguiva internamente fino alla fila più alta di cassettoni. Una tradizione romana vuole che nel Pantheon non penetri la pioggia per il cosiddetto "effetto camino": in realtà è una leggenda legata al passato, quando la miriade di candele che venivano accese nella chiesa produceva una corrente d'aria calda che saliva verso l'alto e che incontrandosi con la pioggia la nebulizzava, annullando pertanto la percezione dell'entrata dell'acqua.
La realizzazione fu resa possibile grazie a una serie di espedienti che contribuiscono all'alleggerimento della struttura: dall'utilizzo dei cassettoni all'uso di materiali via via sempre più leggeri verso l'alto. Nello strato più vicino al tamburo cilindrico si trovano strati di calcestruzzo con scaglie di mattoni, salendo si trova calcestruzzo con scaglie di tufo, mentre nella parte superiore, nei pressi dell'oculo, si trova calcestruzzo miscelato a lapilli vulcanici. La cupola fu realizzata in unico getto sopra una enorme centina in legno.
All'esterno, la cupola è nascosta inferiormente da una sopraelevazione del muro della rotonda, ed è quindi articolata in sette anelli sovrapposti, l'inferiore dei quali conserva tuttora il rivestimento in lastre di marmo. La parte restante era coperta da tegole in bronzo dorato, asportate dall'imperatore bizantino Costante II nel 655, con l'eccezione di quelle che circondavano l'oculo, tuttora in situ. Nell'VIII secolo papa Gregorio III ripristinò la copertura con lastre di piombo. Lavori di restauro della copertura furono poi eseguiti dai papi Niccolò V e Gregorio XVI. Lo spessore della muratura si rastrema verso l'alto (da 5,90 m inferiormente a 1,50 m in corrispondenza della parte intorno all'oculo centrale).

### La struttura

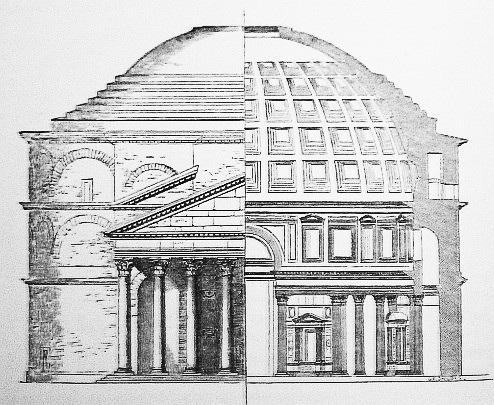
Prospetto e sezione nella ricostruzione adrianea

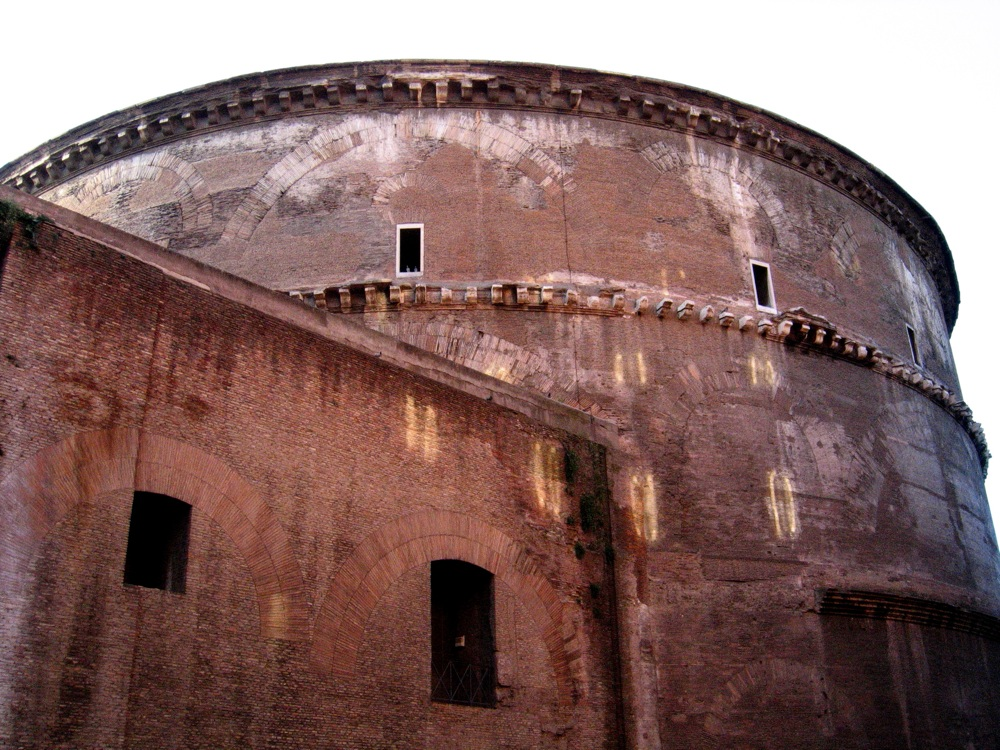
Retro della rotonda. Le aperture antiche sono visibili sopra la cornice mediana

Per resistere a tutti i tipi di spinta, la struttura interna della costruzione centrale (rotonda e cupola) deve contemporaneamente compensare la spinta verticale alla sommità della volta e le forze che si scaricano alla base della cupola. I costruttori romani hanno risolto questi problemi principalmente in due modi: la ricerca dei materiali più idonei e il controllo dell'orientamento delle spinte.

#### La scelta dei materiali di costruzione
L'uso massiccio di calcestruzzo (opus caementicium) gettato tra paramenti di mattoni (opus latericium), fa sì che l'edificio costituisca un blocco coerente la cui rigidità assicura una buona resistenza alle forze di deformazione. A seconda della quota dell'edificio, il calcestruzzo utilizzato comprende un inerte granulare differente, idoneo alle esigenze di resistenza o di leggerezza.
A partire dal basso, si riscontrano cinque diversi tipi di calcestruzzo: il muro della rotonda, fino alla prima cornice esterna, è costituito da calcestruzzo in cui sono visibili scaglie di tufo e travertino; tra la prima e la seconda cornice, il calcestruzzo è composto da tufo e mattoni. Il muro sopra la seconda cornice e il primo anello della cupola è in calcestruzzo con mattoni frantumati, mentre il secondo anello della cupola è costruito con calcestruzzo contenente tufo e mattoni frantumati. La calotta della cupola è stata realizzata con grande cura, in quanto è stata costruita con calcestruzzo contenente pomice granulare e tufo, con spessore progressivamente decrescente, da 5,90 m alla base fino a solo 1,5 m al livello dell'oculus, ricoperto poi con uno strato di rivestimento sigillante di 15 cm.
La malta del calcestruzzo romano è una miscela di sabbia e calce. Al passare del tempo, esso tende a calcificarsi sempre di più, cosa che gli assicura un'eccellente tenuta nel corso dei secoli.

#### Il ri-orientamento delle spinte
Le spinte statiche sono molteplici: la base della cupola (4 nella figura a lato) tende a spingere il muro che la sostiene verso l'esterno. Questo cilindro non è pieno, ma scavato dalle 7 esedre (3 nella figura a lato) e dall'ingresso e anche dalle sezioni vuote del livello superiore. Il peso della cupola è così sorretto dagli otto pilastri massicci in muratura che separano questi spazi vuoti.

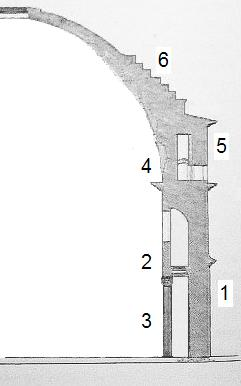
Sezione del muro della rotonda: 1) esterno, 2) interno, 3) esedra e colonne alternate ai pilastri pieni, 4) base della cupola, 5) sopraelevazione del muro, 6) anello di carico

Era quindi necessario sia compensare le spinte centrifughe sia orientare le spinte verticali sugli otto pilastri. Per conseguire questi risultati i costruttori adottarono molteplici soluzioni:
- il muro esterno (1 nella figura a lato) supera di 8,40 m (5 nella figura a lato) il piede della cupola e agisce da contrafforte;
- alla base della cupola è sovrapposta una serie di sette anelli di calcestruzzo disposti a gradoni (6 nella figura a lato), visibili dall'esterno, che aumentano la componente di spinta verticale rispetto a quella orizzontale centrifuga;
- nello spessore della rotonda sono inclusi dei grandi archi di scarico in bipedali (mattoni quadrati di due piedi di lato), che indirizzano le spinte sui pilastri della rotonda; altri archi di mattoni inclusi nel muro della rotonda, ma visibili dall'esterno a seguito della scomparsa dell'intonaco di rivestimento, reindirizzano le spinte verso i pilastri;
- La parte portante della parete cilindrica è rinforzata da una serie di piccoli archi radiali compresi tra i livelli superiori della parete interna e della parete esterna.

### Le caratteristiche dell'architettura

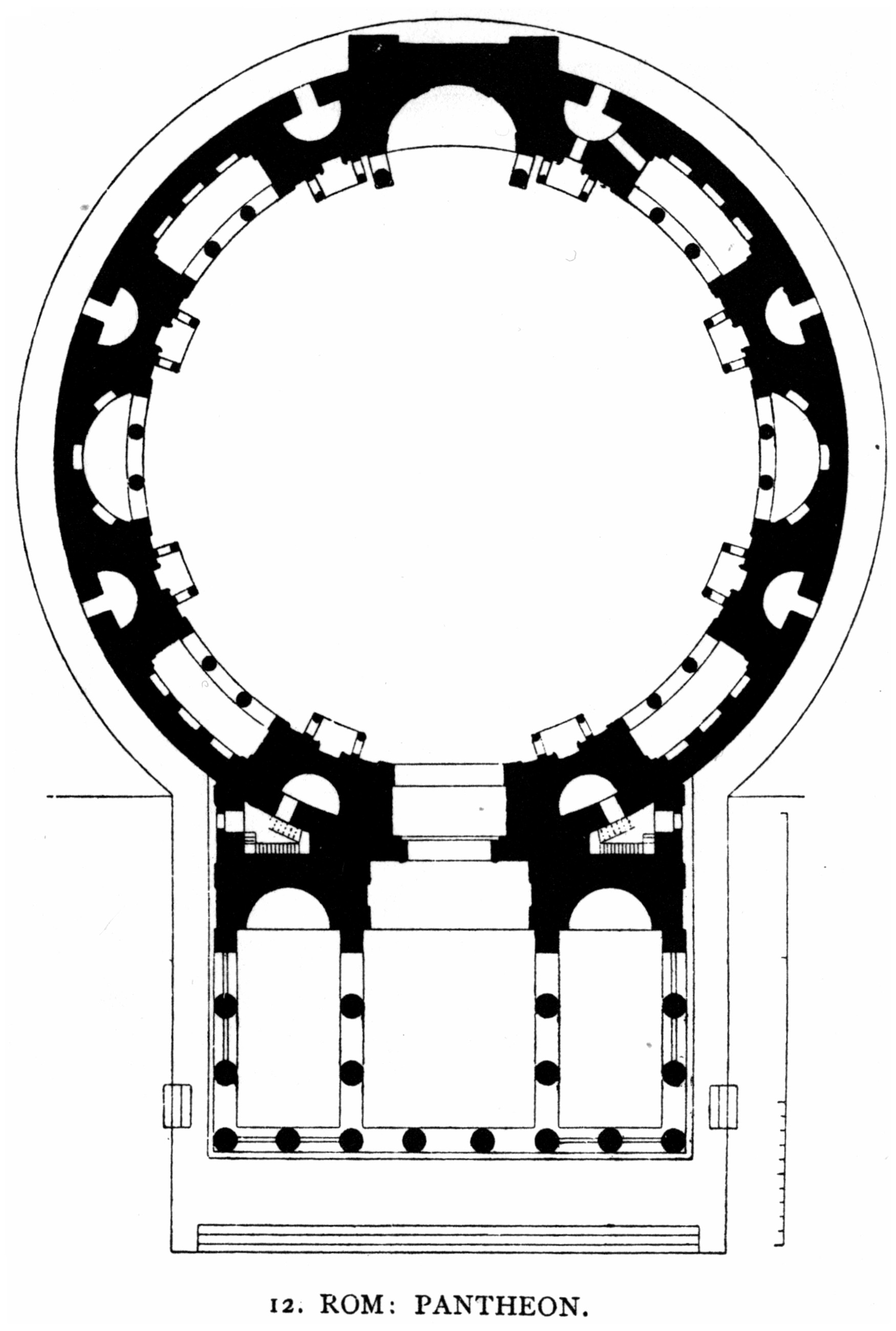
Pianta del Pantheon adrianeo

La costruzione del Pantheon fu un capolavoro di ingegneria, dove l'idea architettonica venne perfettamente interpretata con un approccio tecnico empirico (i cedimenti e le incrinature verificatisi subito dopo la costruzione vennero prontamente rimediati). La spazialità perfettamente sferica regala all'osservatore una sensazione di straordinaria armonia, "immota ed avvolgente", grazie anche agli equilibrati rapporti tra le varie membrature, con articolati effetti di luce e ombra nelle cassettonature, nelle nicchie e nelle edicole.
L'inserzione di un'ampia sala rotonda alle spalle del pronao di un tempio classico non ha precedenti nel mondo antico, almeno a giudicare dalle architetture che ci sono pervenute o che conosciamo dalle fonti letterarie. Esiste forse un precedente a Roma di edificio circolare con pronao, risalente alla tarda epoca repubblicana, sebbene in scala estremamente più modesta: il tempio B del largo di Torre Argentina. L'operazione di fusione tra un modello classicista (il pronao colonnato) e un edificio dalla spazialità nuova, tipicamente romana (la rotonda), fu una sorta di compromesso tra la spazialità dell'architettura greca (attenta essenzialmente all'esterno degli edifici) e quella dell'architettura romana (centrata sugli spazi interni). Ciò suscitò varie critiche, ma si trattava "di un ovvio tributo al dominante classicismo della cultura di Roma", che si manifestò durevolmente anche nei secoli successivi.
Il modello dello spazio circolare e coperto con una cupola emisferica terminante alla sommità con un oculus (apertura circolare) era già applicato in un tipo di sala termale chiamata laconicum, come ad esempio nelle grandi sale termali imperiali di Baia (il cosiddetto "tempio di Mercurio" era una sala circolare di 21,55 m di diametro realizzata fra I secolo a.C. e I secolo d.C., coperta da volta emisferica realizzata per la prima volta in calcestruzzo, utilizzata come piscina per immersioni terapeutiche) e Roma, oppure in caenatio di forma circolare, come lo era l'aula principale del corpo centrale della Domus Aurea. Fu comunque una novità l'utilizzo di questo tipo di copertura per un edificio templare.
L'effetto di sorpresa nel varcare la porta della cella doveva essere notevole e sembra caratteristico dell'architettura di epoca adrianea, ritrovandosi anche in molte parti della sua villa privata a Tivoli.
Un ulteriore elemento di novità era l'introduzione di fusti monolitici lisci di marmo colorato per le colonne di un tempio, al posto dei tradizionali fusti scanalati in marmo bianco.

## Storia successiva
Le fonti ci rendono noto un restauro sotto Antonino Pio, mentre l'iscrizione incisa sulla trabeazione della fronte, ricorda altri restauri sotto Settimio Severo (nel 202), di portata per lo più marginale.
L'edificio si salvò dalle distruzioni del primo Medioevo perché già nel 608 l'imperatore d'oriente Foca ne aveva fatto dono a papa Bonifacio IV (608-615), che nel 609 lo trasformò in chiesa cristiana con il nome di Sancta Maria ad Martyres, consacrandolo con una solenne processione di clero e di popolo. L'intitolazione proviene dalle reliquie di anonimi martiri cristiani che vennero traslate dalle catacombe nei sotterranei del Pantheon.
(Giuseppe Vasi, Itinerario istruttivo per ritrovare le antiche e moderne magnificenze di Roma, 1763)
Fu il primo caso di un tempio pagano trasposto al culto cristiano. Questo fatto lo rende il solo edificio dell'antica Roma a essere rimasto praticamente intatto e ininterrottamente in uso per scopo religioso fin dal momento della sua fondazione.
Le tegole di bronzo dorato che rivestivano all'esterno la cupola furono asportate per ordine di Costante II, imperatore d'Oriente nel 663 e sostituite con una copertura di piombo nel 735. Dopo l'anno 1000 la chiesa prese il nome di Santa Maria Rotunda, dalla quale deriva il nome della piazza antistante. Papa Eugenio IV (1431-1447) lo fece restaurare, liberandolo anche delle botteghe che negli anni erano state costruite intorno.

### Il bronzo del Pantheon
Nel mese d'agosto del 1625 si diffonde tra i romani la notizia che il papa Urbano VIII Barberini ha deciso di far fondere i giunti in bronzo delle travi del Pantheon per farne cannoni per Castel Sant'Angelo.
Particolarmente indignata era la borghesia romana che vedeva nell'azione del papa una sopraffazione del diritto tradizionale che affidava la custodia degli antichi monumenti romani direttamente al popolo che, sentendosi sminuito nella sua dignità, così si appellava al papa poiché «a molti buoni e pii è doluto grandissimamente che quel santissimo tempio...l'abbi Vostra Beatitudine rovinato e disimbellito per convertire quei metalli in artiglieria. Conciossiacosaché non ebbero principio con quei metalli le ricchezze della Chiesa, né l'autorità dei papi con la forza delle armi e dell'artiglierie». Venne nominato direttore dei deprecati lavori al Pantheon, che durarono sino al 1632, Carlo Maderno con aiutante Francesco Castelli che prenderà il soprannome di Borromini.
Cominciò così a circolare in quei giorni una pasquinata, che rimase famosa per la sua icastica laconicità, attribuita a Carlo Castelli o addirittura al medico del papa Giulio Mancini, noto come appassionato cultore dell'arte classica:
Benché avvertito del malumore popolare, il papa non desistette dal suo progetto e fece portare il bronzo del Pantheon alle fonderie papali e nello stesso tempo fece diffonder la voce, tramite gli avvisi affissi sui muri della città, che il bronzo sarebbe servito soprattutto per le colonne tortili del Baldacchino di San Pietro e solo in piccola parte per i cannoni.

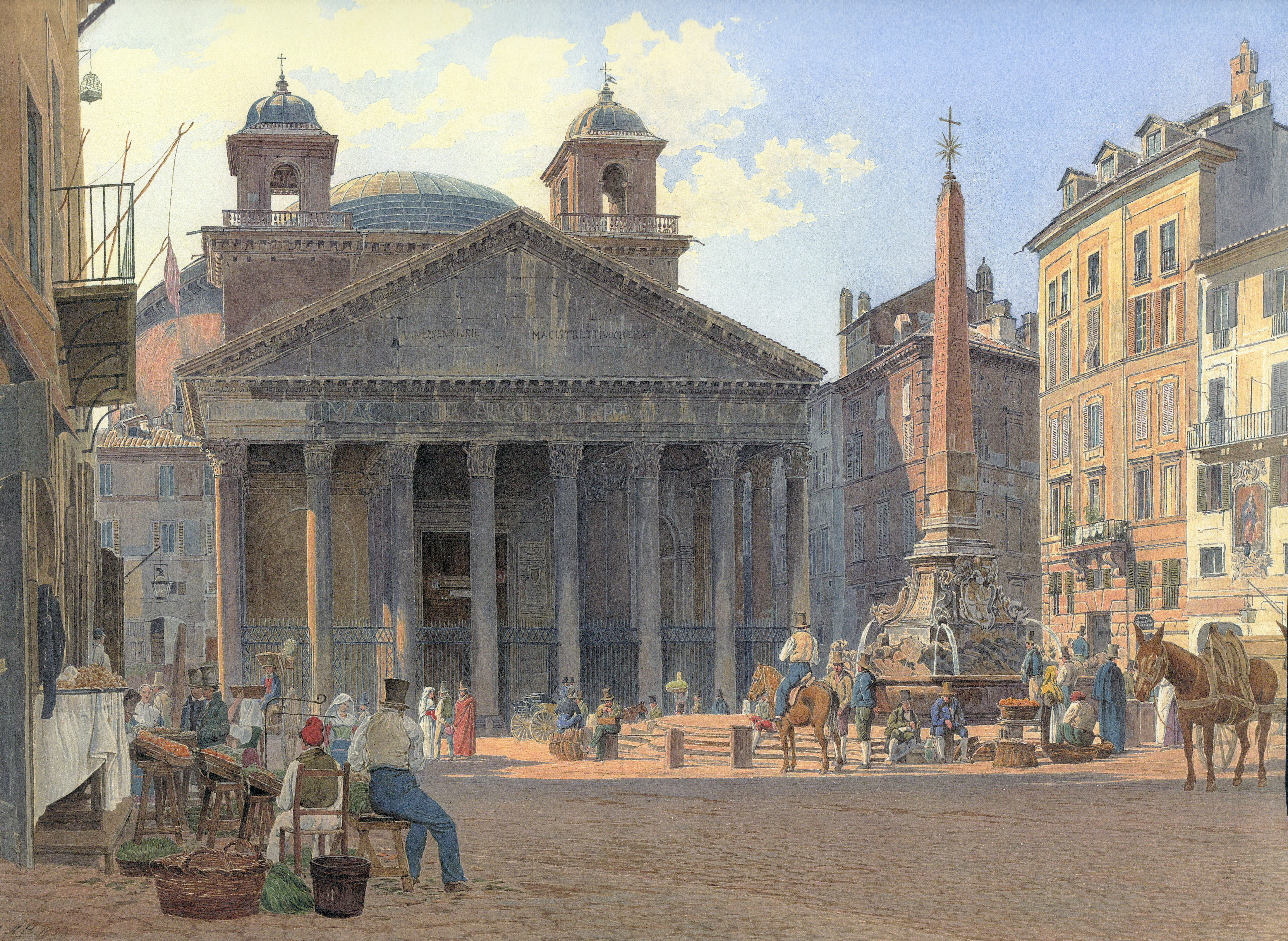
I campanili detti "orecchie d'asino" del Pantheon in un acquerello di Jakob Alt del 1836. Si nota anche l'assenza delle lettere in bronzo sul frontale, ripristinate solo nel 1883.

Nello stesso periodo furono aggiunti ai lati del frontone due campanili, opera di Gian Lorenzo Bernini fin da allora oggetto di critiche molto accese, presto conosciuti con il dispregiativo di "orecchie d'asino"; furono eliminati nel 1883 su iniziativa dell'allora Ministro della Pubblica Istruzione Guido Baccelli nel contesto di un ampio ciclo di lavori di risanamento che videro anche la demolizione degli edifici addossati al monumento e il ripristino della scritta in lettere di bronzo sul frontale del tempio.
Si devono a Papa Alessandro VII gli scavi e i lavori che interessarono il Pantheon e l'antistante piazza nella seconda metà del XVII secolo; dopo aver fatto demolire l'arco trionfale di epoca romana che chiudeva piazza del Pantheon perché fatiscente, e alcune abitazioni medievali che ancora si trovavano davanti all'edificio, fece ripristinare l'imponente colonnato del portico.
Nel 1786 Goethe visita il Pantheon ottenendone un grande effetto emotivo tanto da scrivere:
(Johann Wolfgang von Goethe, Viaggio in Italia)

### Le illustri sepolture
Già nel XV secolo, il Pantheon venne arricchito da affreschi: forse il più noto è l'Annunciazione di Melozzo da Forlì, collocato nella prima cappella a destra di chi entra. La chiesa fu poi scelta ufficialmente come sede della Pontificia Insigne Accademia di Belle Arti e Letteratura dei Virtuosi al Pantheon, fronte accademico dell'associazione professionale degli artisti che sarebbe poi divenuta l'Accademia nazionale di San Luca. A partire dal Rinascimento nel Pantheon, come in tutte le chiese, furono realizzate sepolture, in particolare di artisti illustri. Ancor oggi vi si conservano, fra le altre, le tombe dei pittori Raffaello Sanzio e Annibale Carracci, dell'architetto Baldassarre Peruzzi e del musicista Arcangelo Corelli.

#### Le tombe dei re d'Italia

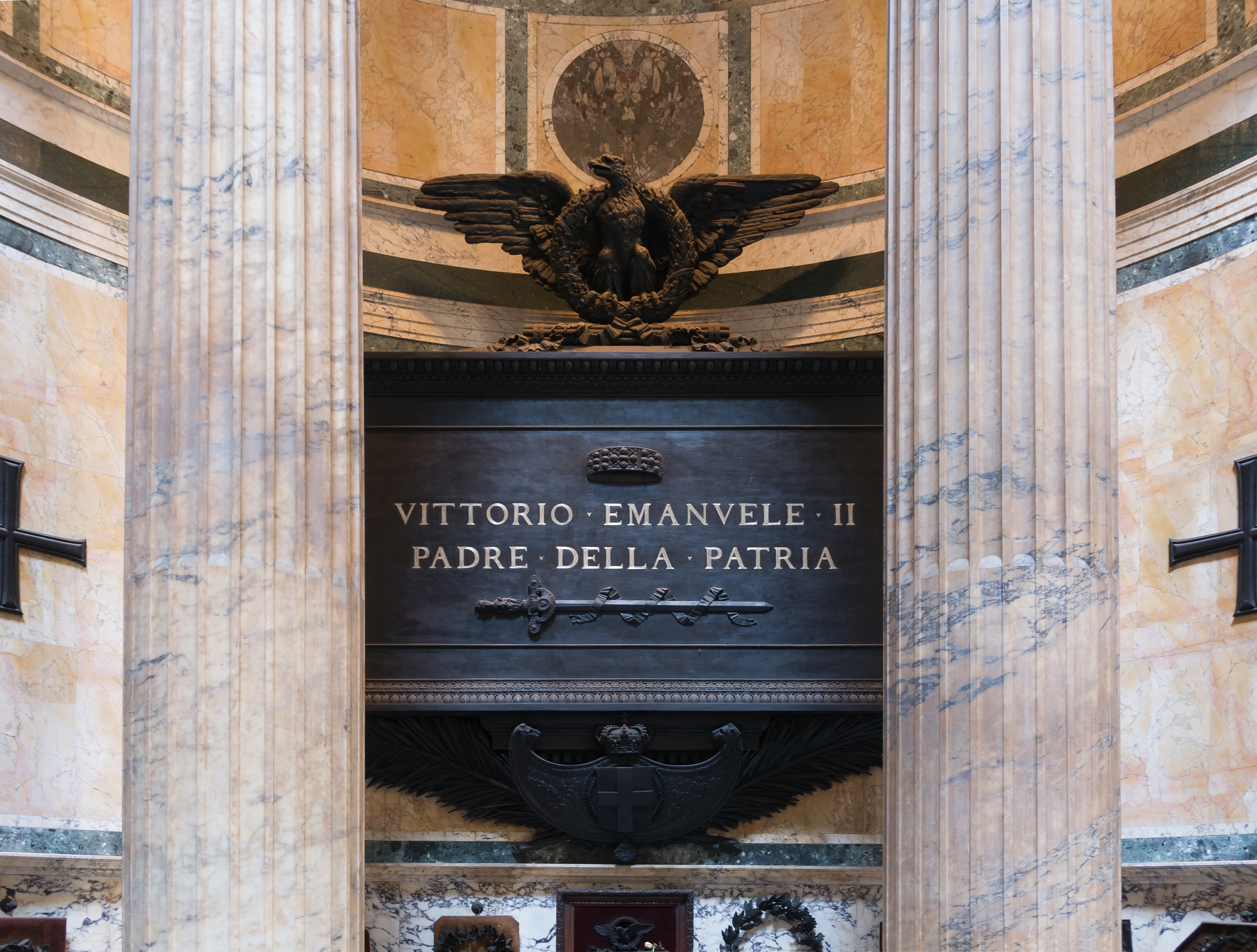
La tomba di Vittorio Emanuele II di Savoia

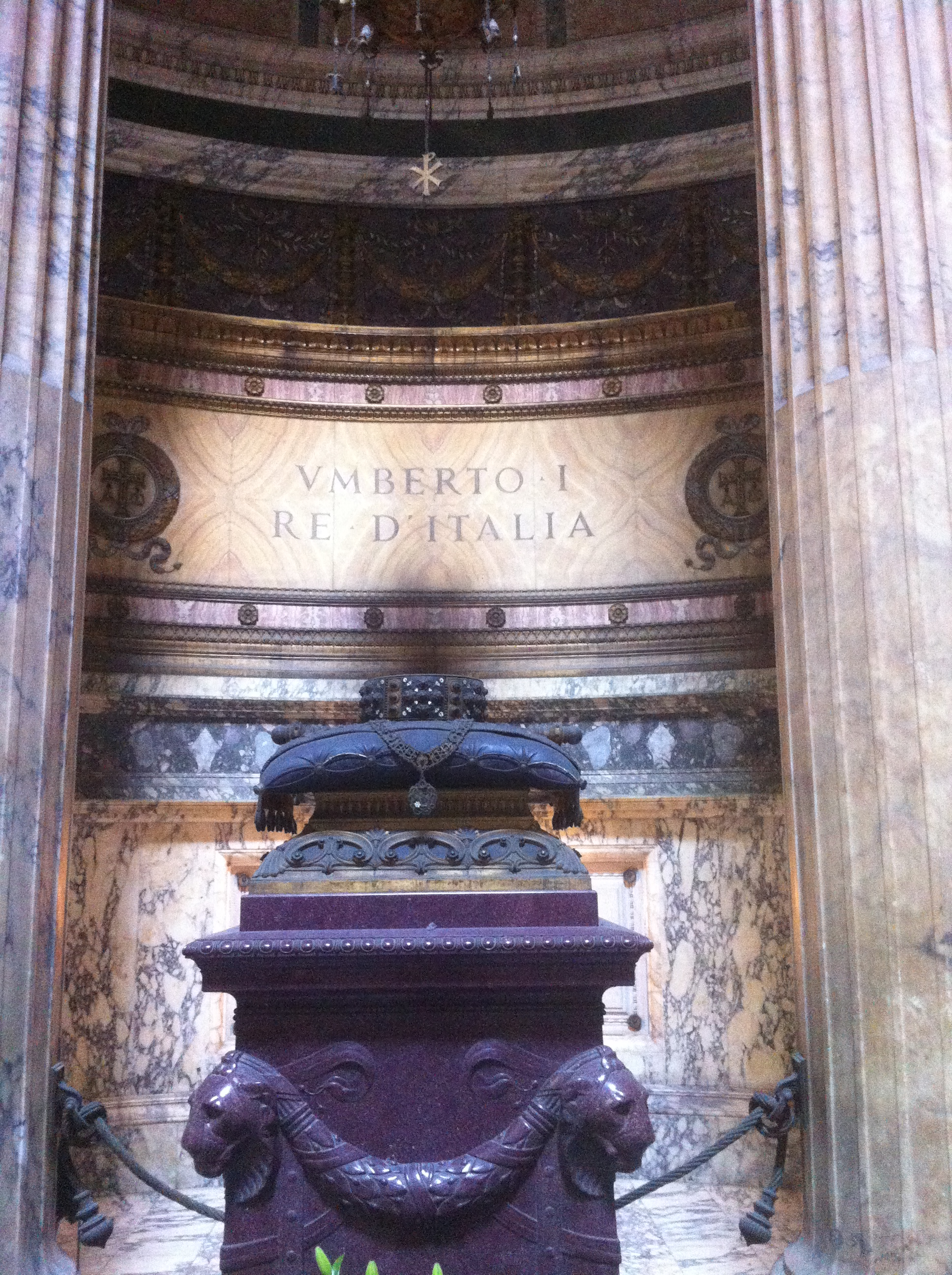
La tomba di Umberto I di Savoia

Il Pantheon conserva le tombe dei due primi re d'Italia, Vittorio Emanuele II e suo figlio Umberto I.
La tomba di Vittorio Emanuele II si trova nella cappella centrale a destra. In realtà la destinazione della salma del re al Pantheon fu oggetto di un'accesa discussione: in molti, infatti, volevano che fosse inumata nella Basilica di Superga, luogo tradizionale di sepoltura dei suoi avi di casa Savoia. Alla fine tuttavia prevalse la volontà del Presidente del Consiglio Agostino Depretis e del ministro dell'interno Francesco Crispi. La salma del re fu esposta al Pantheon il 17 gennaio 1878; il 16 febbraio si tennero al Pantheon i solenni funerali di Stato: nell'occasione l'edificio fu addobbato solennemente. La gigantesca placca funeraria, con l'epigrafe "Vittorio Emanuele II - Padre della Patria", che venne temporaneamente sovrapposta al fregio, venne fusa dalla fonderia di Alessandro Nelli con il bronzo dei cannoni strappati agli austriaci durante le guerre d'indipendenza del 1848, del 1849 e del 1859.
La presenza della tomba del sovrano elesse l'edificio a uno dei massimi sacrari di casa Savoia; al tempo stesso, essa si lega alla futura costruzione del Vittoriano. In quanto sacrario di casa Savoia, ma anche per il suo status di edificio di culto cattolico, nel 1882 sorsero immediate le proteste per impedire che venisse tumulata nel Pantheon la salma di Giuseppe Garibaldi, i cui sentimenti di avversione al cattolicesimo erano noti (la salma fu tumulata laicamente nell'isola di Caprera).
Esattamente sul lato opposto del Pantheon sorge la tomba di Umberto I e della sua consorte, la regina Margherita. La tomba fu disegnata da Giuseppe Sacconi, lo stesso architetto del Vittoriano e della Cappella Espiatoria a Monza, ovvero il memoriale a Umberto I realizzato nel luogo dell'omicidio del re. La tomba del Pantheon è costituita da un'urna di porfido con quattro protomi leonine. Le tombe reali vengono mantenute in ordine da volontari delle organizzazioni monarchiche. Il servizio di guardia d'onore è reso dai volontari dell'Istituto nazionale per la guardia d'onore alle reali tombe del Pantheon.

### XX e XXI secolo
Oggi il Pantheon è sia un edificio culturale tra i più visitati in Italia sia un luogo di culto cattolico tuttora in uso (molto nota è ad esempio la tradizionale pioggia di petali fatta cadere dall'oculus in occasione della solennità di Pentecoste). Si tratta di un esempio eminente di chiesa storica di proprietà dello Stato italiano; di conseguenza, la sua gestione è normata da una convenzione tra il Ministero della cultura per l'Italia e il vicariato per la diocesi di Roma per la Santa Sede.
Per lungo tempo l'accesso al Pantheon è stato gratuito. Dopo un lungo dibattito, tuttavia, dal luglio 2023 è stato introdotto un biglietto d'ingresso dal costo di 5 euro (ridotto per i minori di 25 anni, gratuito per i cittadini di Roma e i minori di 18 anni), naturalmente fatto salvo il libero accesso ai fedeli in occasioni di culto. I proventi sono ripartiti al 70% al dicastero (cui sono in carico manutenzione e pulizia) e al 30% alla diocesi di Roma. Nel primo mese di tale tariffazione gli incassi hanno sfiorato 1.000.000 euro, cifra poi superata nel secondo mese.

### Organo a canne
L'organo a canne del Pantheon fu ideato e realizzato nel 1926 da Giovanni Tamburini, dell'omonima ditta Tamburini, in occasione dei restauri del 1925-1933, e fu inaugurato il 23 settembre di quello stesso anno. Lo strumento è dotato di un somiere di tipo pneumatico a valvole coniche, detto “a doppio scompartimento”, ed è adatto all'interpretazione di musica romantica.
Si tratta di uno strumento a trasmissione elettrica con dieci registri reali, posti sopra un somiere a doppio scompartimento e azionati da entrambe le tastiere e dalla pedaliera della consolle. L'insieme delle canne è posto in cassa espressiva all'interno della nicchia dietro la statua di Sant'Erasio, alla sinistra dell'abside maggiore. Ha avuto bisogno, anche a causa dell'umidità propria del monumento, di un radicale restauro, che lo riportasse alla sua originale efficienza, per il pieno servizio della liturgia e delle numerose iniziative musicali che la basilica promuove e ospita ogni anno.

## Il Pantheon come modello
(Stendhal, Passeggiate romane)

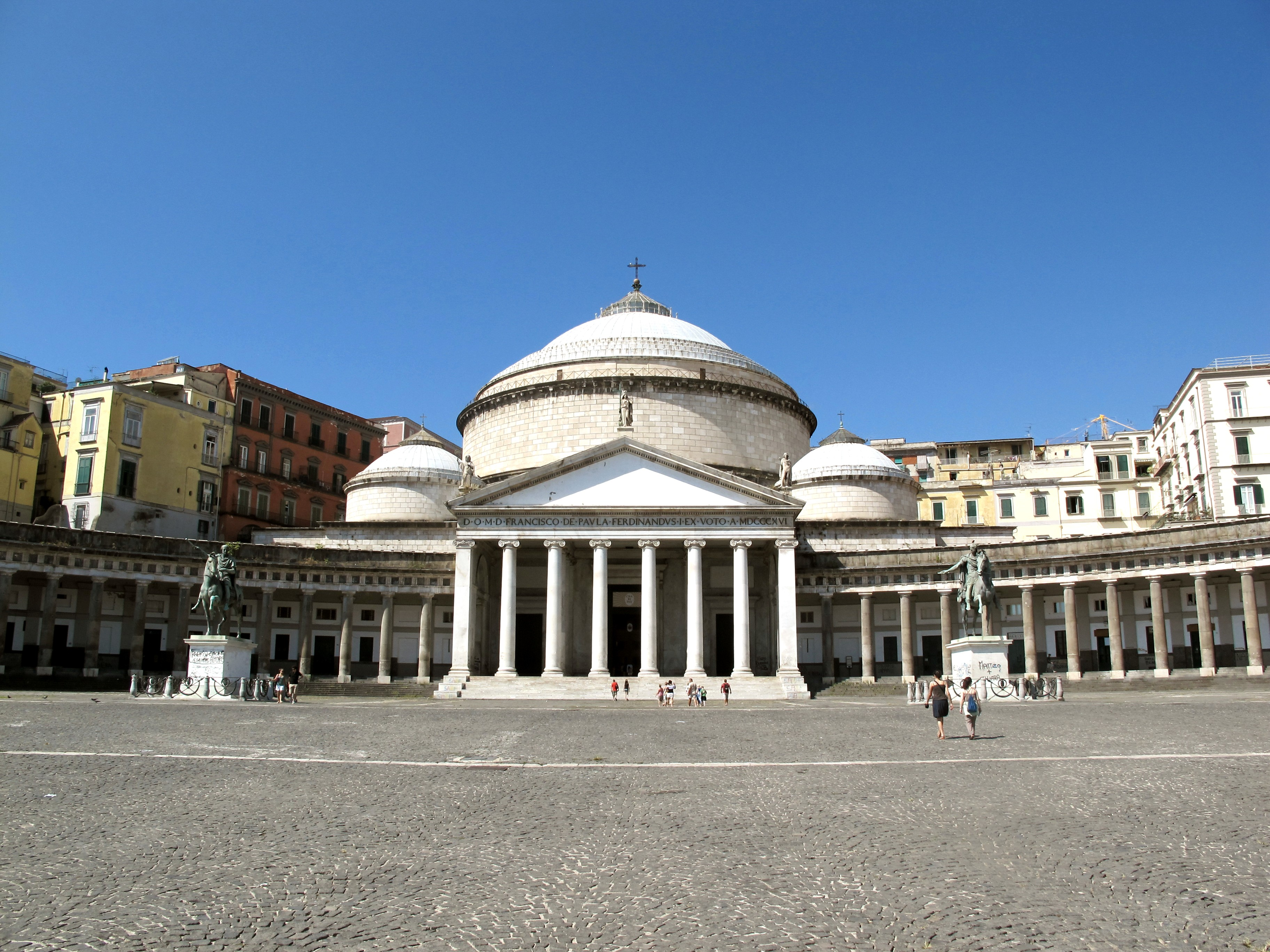
Basilica di San Francesco di Paola a Napoli

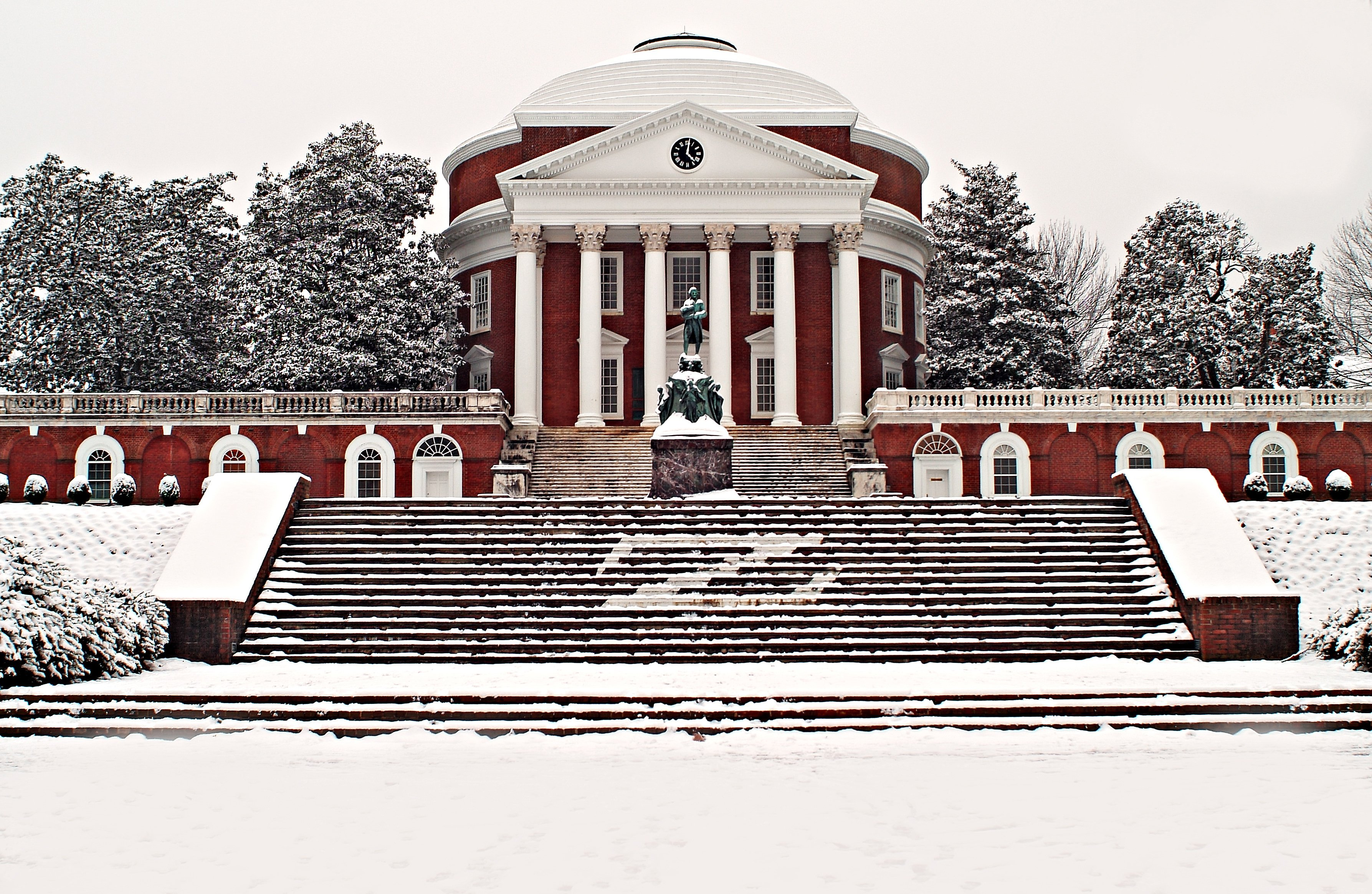
La Rotonda disegnata da Thomas Jefferson all'università della Virginia

Come esempio meglio conservato dell'architettura monumentale romana, il Pantheon ha avuto enorme influenza sugli architetti europei e americani (un esempio su tutti, Andrea Palladio con la celebre villa La Rotonda a Vicenza), dal Rinascimento al XIX secolo, col Neoclassicismo. Numerose chiese, sale civiche, università e biblioteche riecheggiano la sua struttura con portico e cupola. Molti sono gli edifici famosi influenzati dal Pantheon: in Italia si segnalano il Pantheon famedio del cimitero monumentale di Staglieno di Genova, il prospetto del Teatro Massimo di Palermo, la chiesa di San Carlo al Corso a Milano, la basilica di San Francesco di Paola a Napoli, la chiesa di San Simeon Piccolo di Venezia, il Cisternone di Livorno, il Tempio Canoviano a Possagno, la chiesa della Gran Madre di Dio e il mausoleo della Bela Rosin a Torino. All'estero il Pantheon di Soufflot a Parigi e, nei Paesi anglosassoni, la rotonda del British Museum, la villa di Monticello e la rotonda dell'Università della Virginia volute da Thomas Jefferson tramite la rilettura palladiana del Pantheon, la Low Memorial Library della Columbia University di New York e il Jefferson Memorial di Pope a Washington. In Europa, si segnalano anche la Chiesa della S. Trinità (Trefaldighetskyrkan) a Karlskrona, nella Svezia meridionale, e la Rotonda della città di Mosta (Ir-Rotunda tal-Mosta), sull'isola di Malta.
Tuttavia, la struttura fondamentale in senso lato (edificio a pianta centrale con cupola con aggiunta di una facciata ispirata al tempio greco e prospiciente una piazza costruita apposta per l'edificio) si è ritrovata, a partire dall'architettura rinascimentale, in innumerevoli edifici, prima tra tutti la Basilica di San Pietro.

## Persone tumulate al Pantheon di Roma
All'interno del Pantheon sono state tumulate le seguenti persone:
- Jacopo Barozzi da Vignola[98]
- Annibale Carracci (nella terza edicola, a destra della tomba di Raffaello Sanzio[99])
- Arcangelo Corelli (dirimpetto all'altare a destra[99]),
- Giovanni da Udine[100]
- la regina Margherita di Savoia (seconda cappella[101]),
- Perin del Vaga (in prossimità dell'altare[99]),
- Baldassarre Peruzzi[99]
- Raffaello Sanzio (terza edicola[102]),
- Maria Antonietta di Bibbiena[103] (nella terza edicola, ricordata con una lapide a destra della tomba di Raffaello Sanzio),
- Umberto I di Savoia, secondo re d'Italia (seconda cappella[104]),
- Flaminio Vacca (in prossimità dell'altare[99]),
- Vittorio Emanuele II di Savoia, primo re d'Italia (sesta cappella[105]),
- Taddeo Zuccari (in prossimità dell'altare[99]),
- Ercole Consalvi cardinale, il suo cuore è tumulato sotto il busto che lo ritrae.[106]

## Scavi archeologici
- 1881-82, Scavi della Palombella[107]
- 1892-93, Indagini eseguite dal R. Ministero della pubblica istruzione. Rilievi e disegni dell'architetto Pier Olinto Armanini  e modello architettonico dell'architetto francese Georges Chedanne[108]
- 1996-97, Sopraintendenza beni culturali Roma Capitale[109]

## Leggende popolari e curiosità
- Al fossato che gira intorno al tempio è legata una leggenda di origine medievale. Pare che il famoso mago Pietro Barliario si fosse assicurato il possesso del libro del comando, consegnatogli dal diavolo dietro la cessione dell'anima. Se non che, pentito, si servì delle sue arti magiche per compiere in un giorno il pellegrinaggio a Gerusalemme, Santiago di Compostela e infine al Pantheon. Qui s'imbatté nel diavolo che gli richiese l'anima come pattuito; ma Barliario dette al demonio un pugno di noci e riparò rapido nella chiesa, mettendosi a pregare sinceramente pentito. Così si salvò; il diavolo inferocito girò varie volte intorno al tempio, sfogando così il suo furore, e tanta fu la rabbia con la quale corse che scavò il fossato ancora oggi visibile.[110][111]
- Il peso di ciascuna pietra di costruzione del Pantheon arriva fino a 90 tonnellate. Sono lastre di marmo che più di 2000 anni fa vennero trasportate dall'Egitto per l'erezione del nuovo tempio romano.[112]
- L'edificio fu concepito architettonicamente per avere un'unica finestra a forma di oculo sulla cupola di quasi 9 metri di diametro. Dal punto di vista illuminotecnico, questa apertura verso l'esterno permette il ricadere zenitale della luce e dunque un sapiente gioco di chiaroscuro all'interno. Intorno all'oculo del Pantheon sono nati lungo i secoli molteplici leggende, studi astrologici e curiosità. Si dice che nell'antichità la pioggia non riuscisse a entrare nell'edificio, a causa del calore e dei fumi delle candele che illuminavano l'interno. Questa eventualità non può essere comprovata da fonti certe e dunque rimane una ipotesi ammantata di leggenda. Nel Pantheon nei giorni piovosi ancora oggi entra dell'acqua, motivo per il quale il pavimento è stato concepito con 22 forature per permettere alla pioggia di filtrare.[112] Grazie alla presenza dell'oculo si osservano fenomeni astronomici all'interno dell'edificio architettonico tanto da essere stato da alcuni definito "un tempio solare". Infatti, il 21 aprile, Natale di Roma, a mezzogiorno, un raggio di sole penetra dall'oculo all'interno e colpisce il portale d'accesso.[113] Secondo invece una leggenda medievale l'oculo del Pantheon sarebbe stato creato dal diavolo in fuga dal tempio di Dio. Altra leggenda narra che prima l'oculo fosse in realtà un'apertura prevista per ospitare la grande pigna di bronzo, attualmente ubicata in Vaticano, nell'omonimo cortile.[114]
- Con i suoi 44,30 m di diametro interno, la cupola del Pantheon è tuttora la cupola emisferica più larga mai costruita in calcestruzzo non armato.[49] Essa fu opera della ricostruzione che nel 128 d.C. subì l'edificio sotto il governo dell'imperatore Adriano.

## Galleria d'immagini

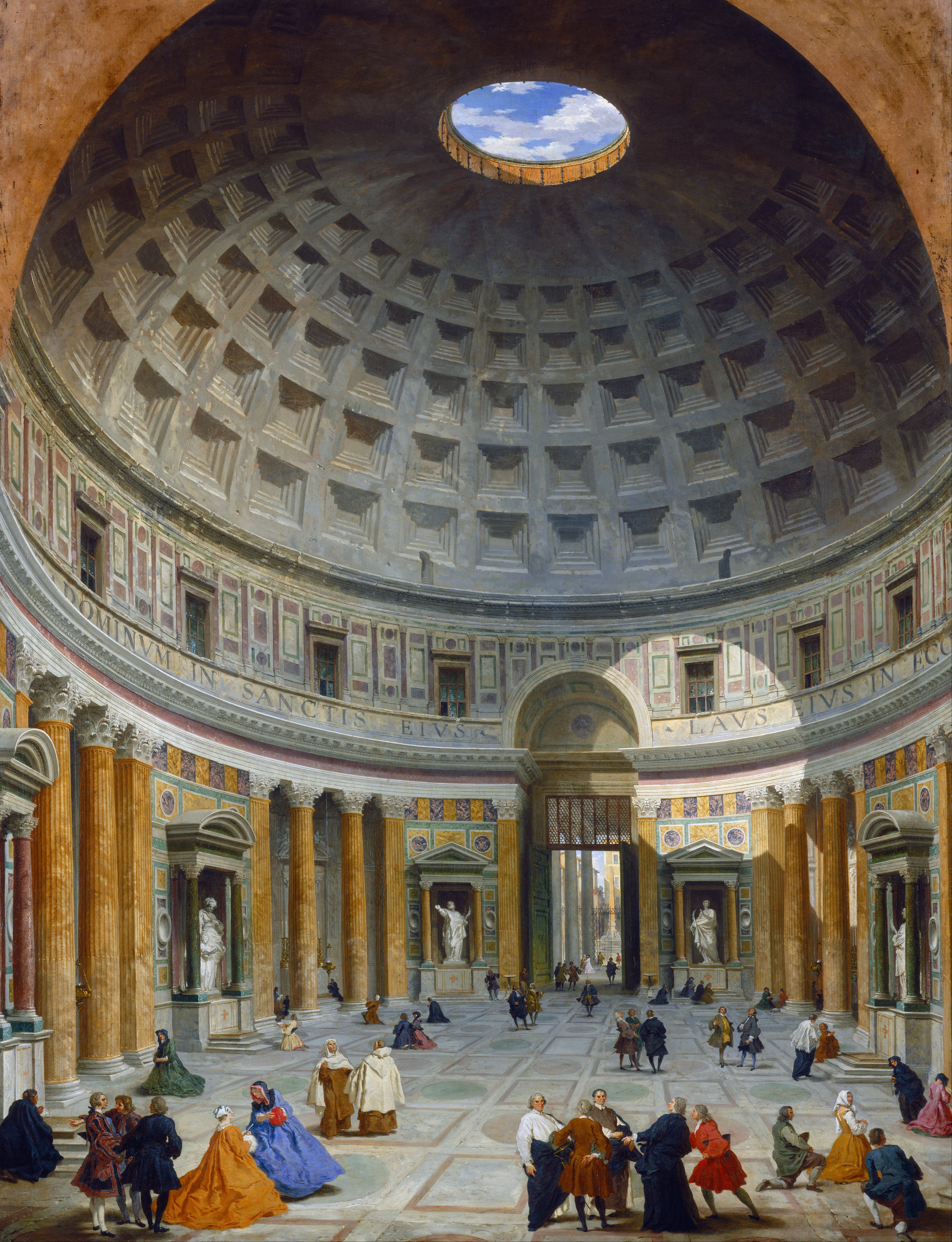
Un dipinto settecentesco di Giovanni Paolo Pannini che raffigura l'interno della rotonda
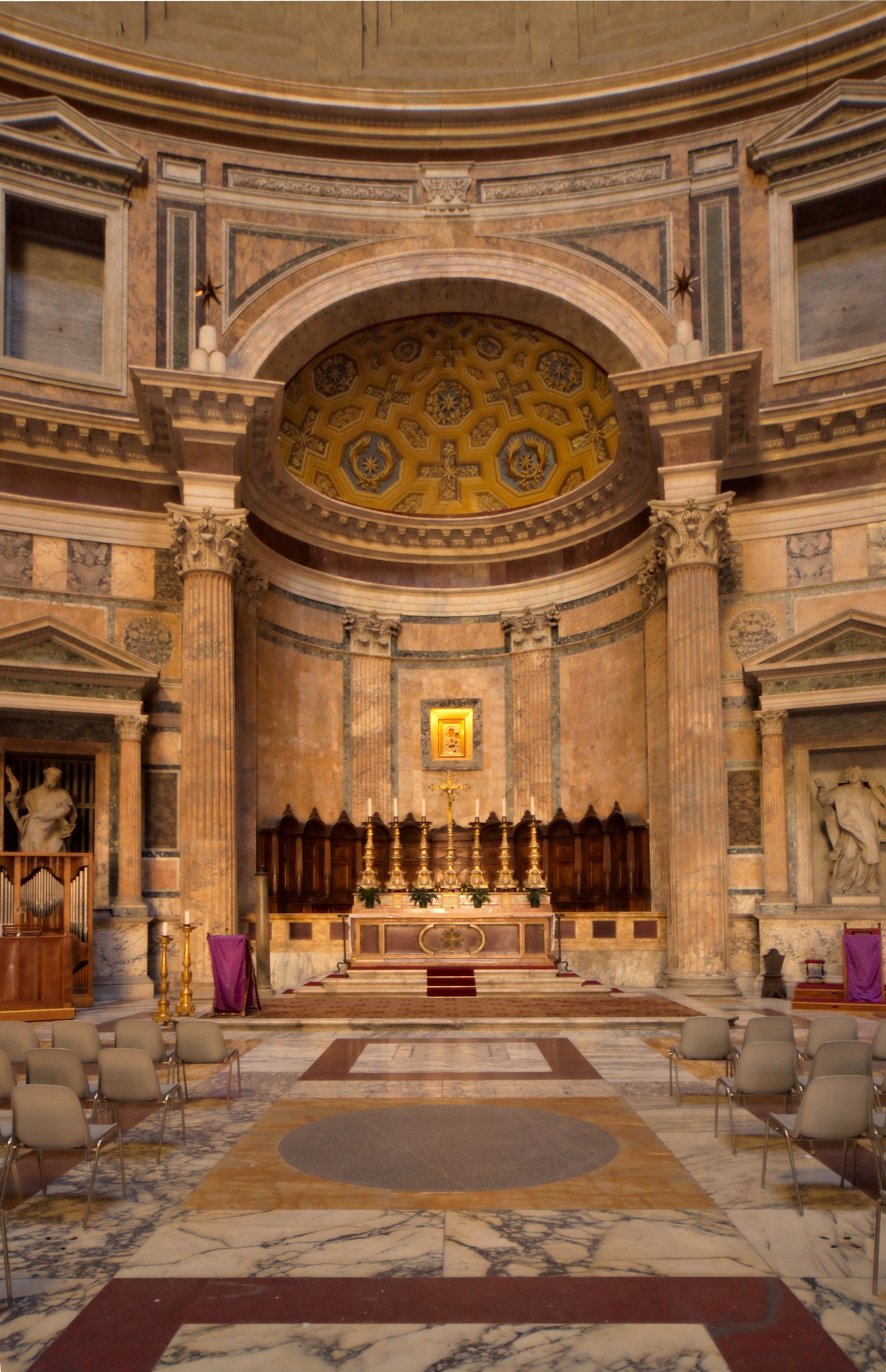
L'abside e l'altare maggiore

Galleria di foto storiche
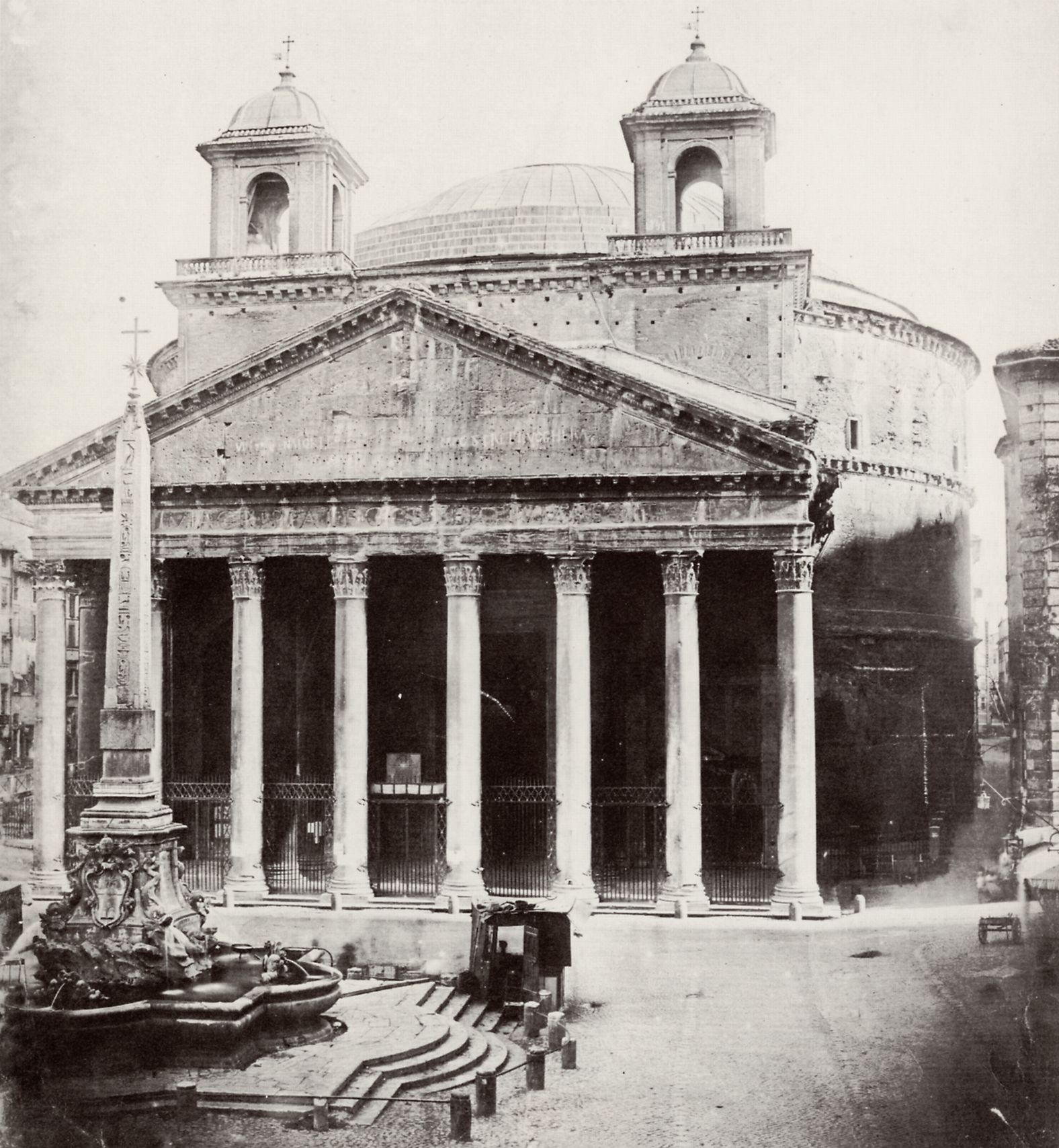
Il Pantheon e la piazza nel 1853, nella Roma papalina: si notano i due campanili e il frontone sporco, con delle parole incise nella sua sporcizia.
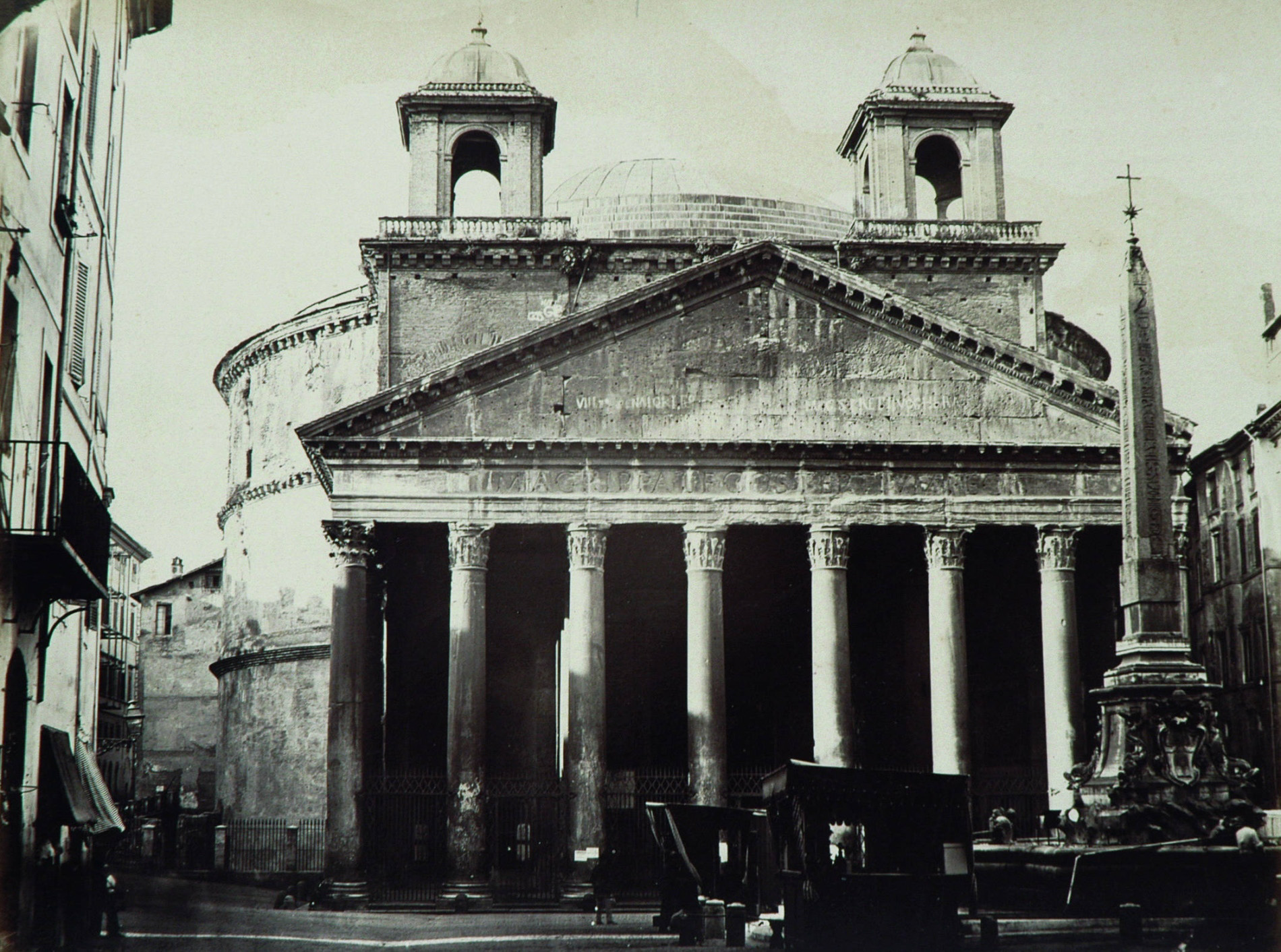
Il Pantheon e la piazza nel 1871, nello stato in cui furono lasciati durante la Roma papalina appena conquistata: si notano i due campanili e il frontone sporco, con delle parole incise nella sua sporcizia.
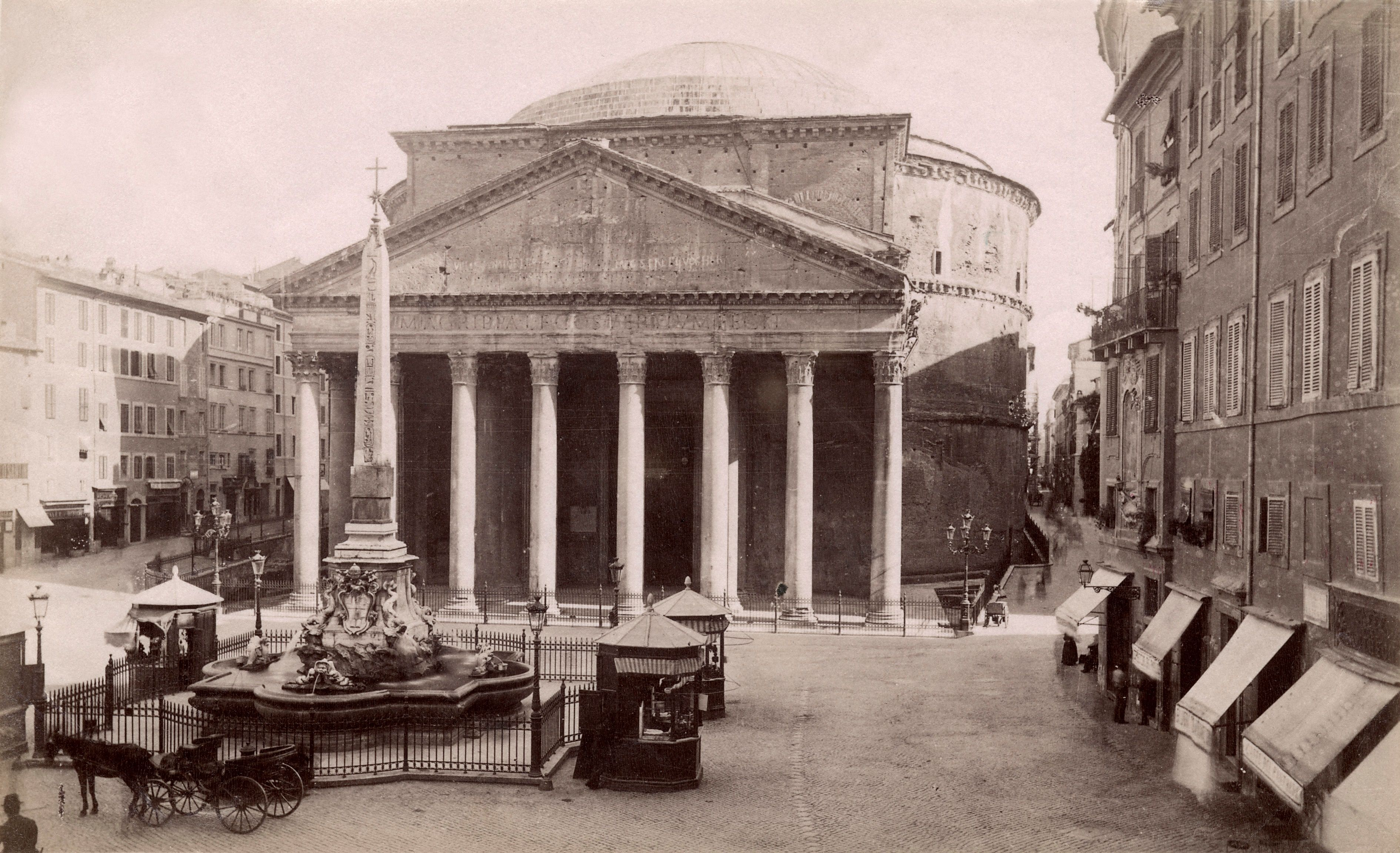
La piazza e il Pantheon dopo il 1882, con i suoi campanili demoliti e il suo frontone restaurato.
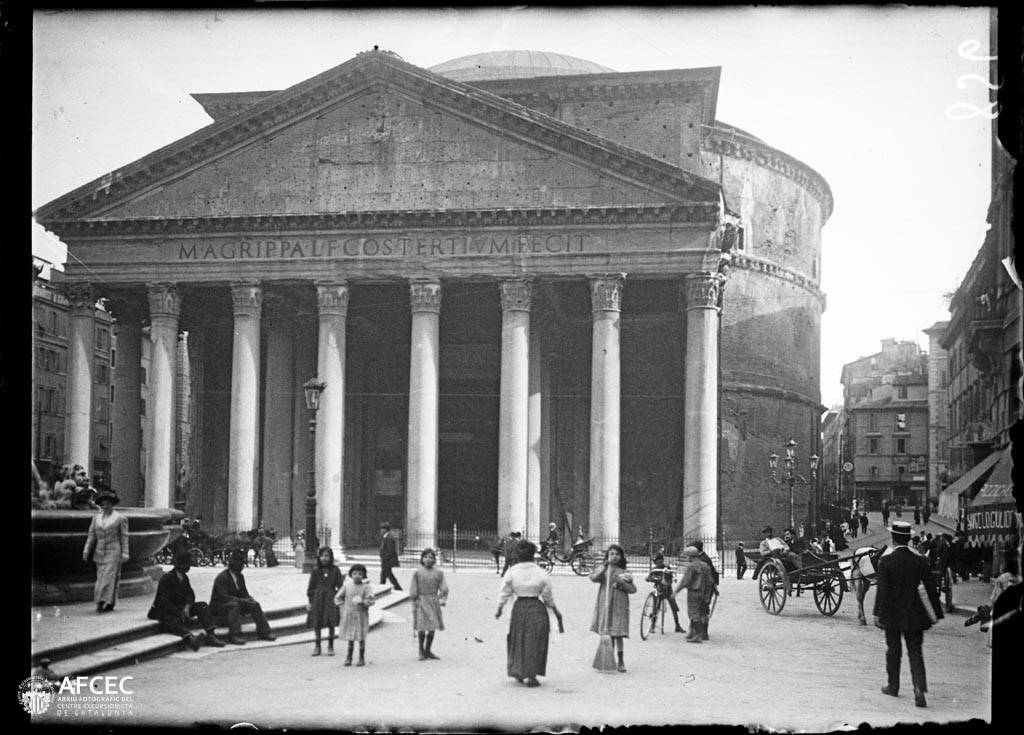
La piazza vista dal livello stradale, nei primissimi anni del Novecento.
La piazza negli anni '10, con un tram sulla sinistra (la circolazione dei tram nel centro storico fu interrotta dal 1º gennaio 1930).
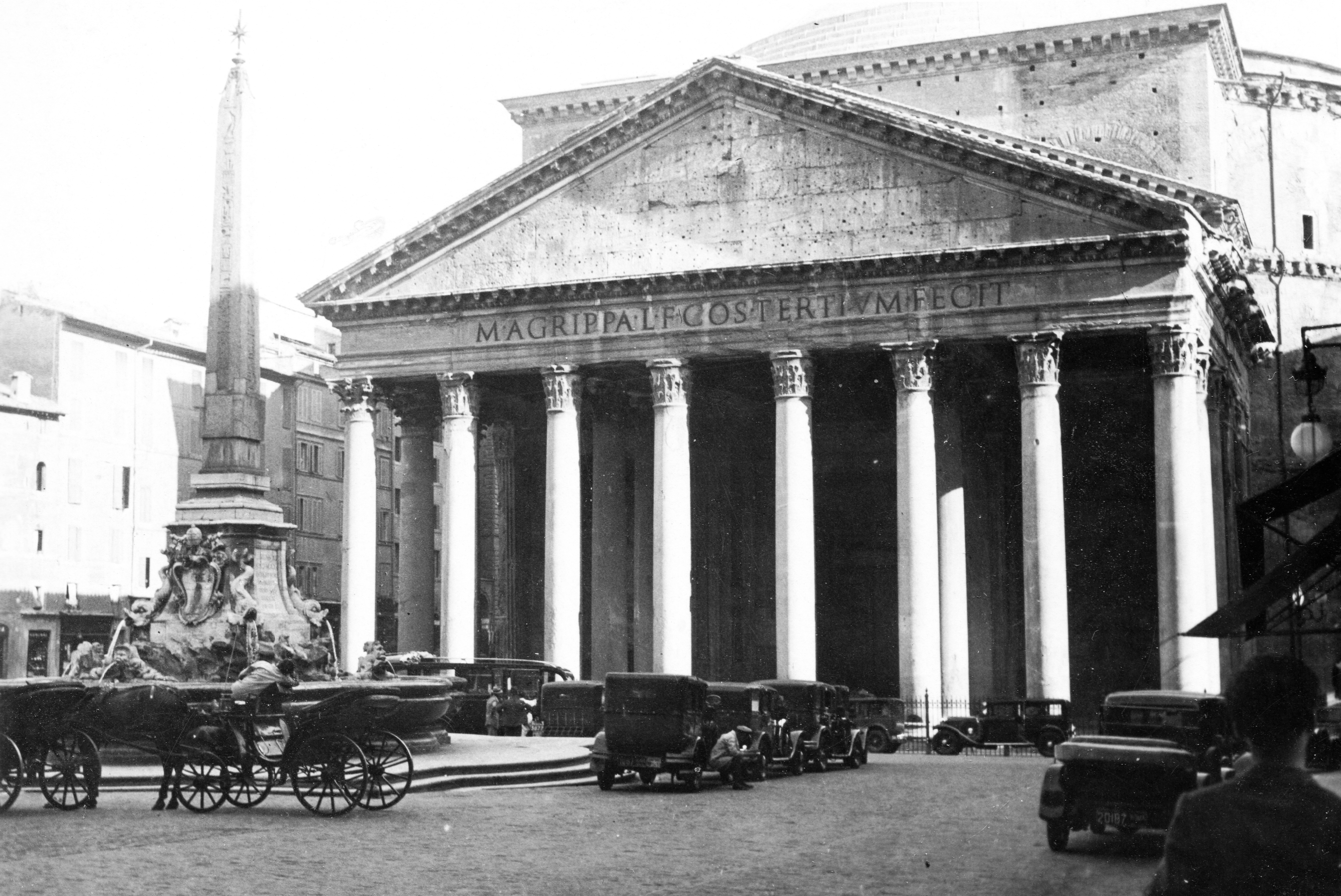
Il Pantheon e la piazza nel 1928, ormai circondati di automobili (Roberto Urban / Archivio Fortepan).
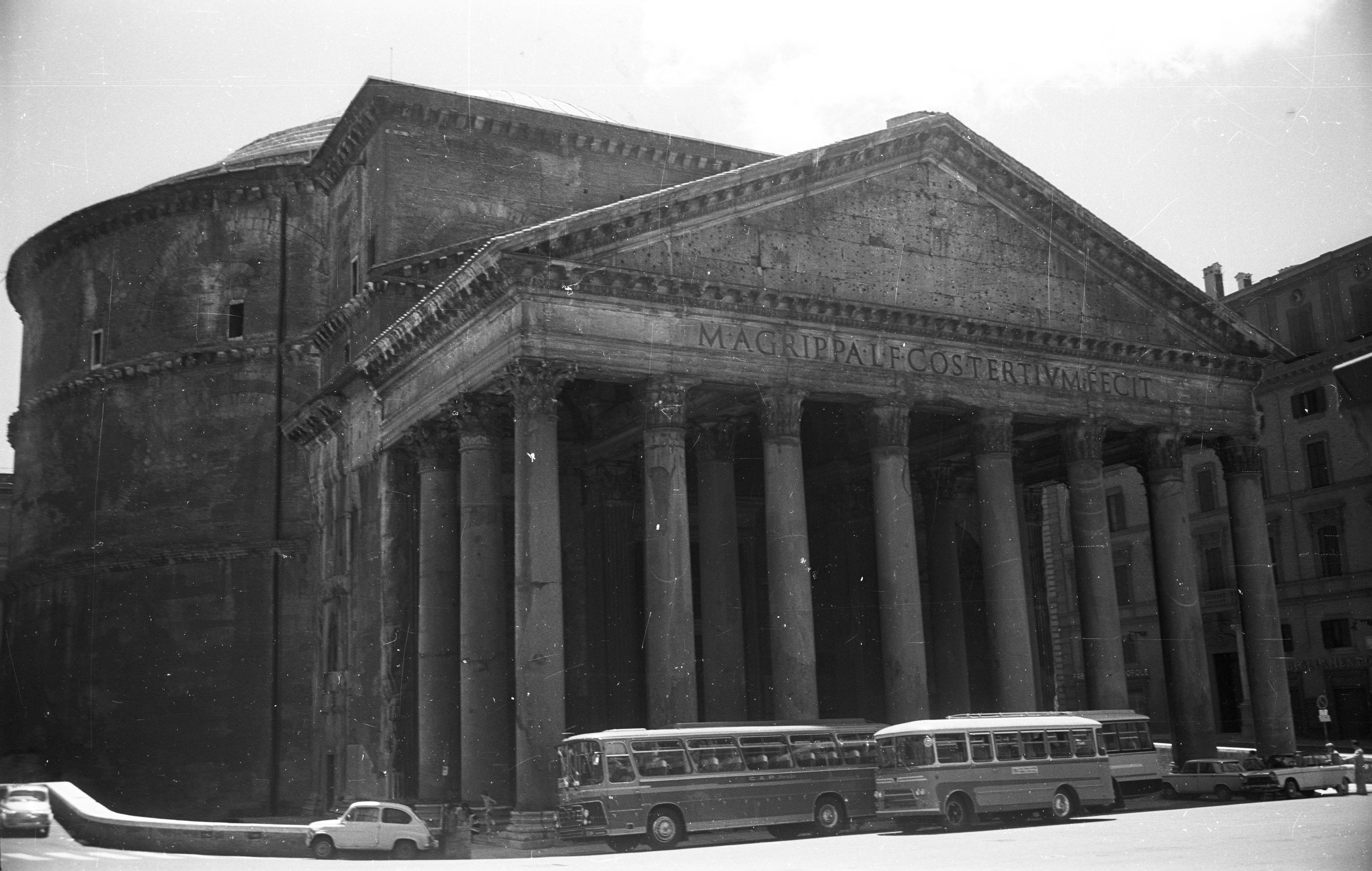
Il Pantheon nel 1969, con diversi autobus che allora fermavano proprio alla sua entrata.
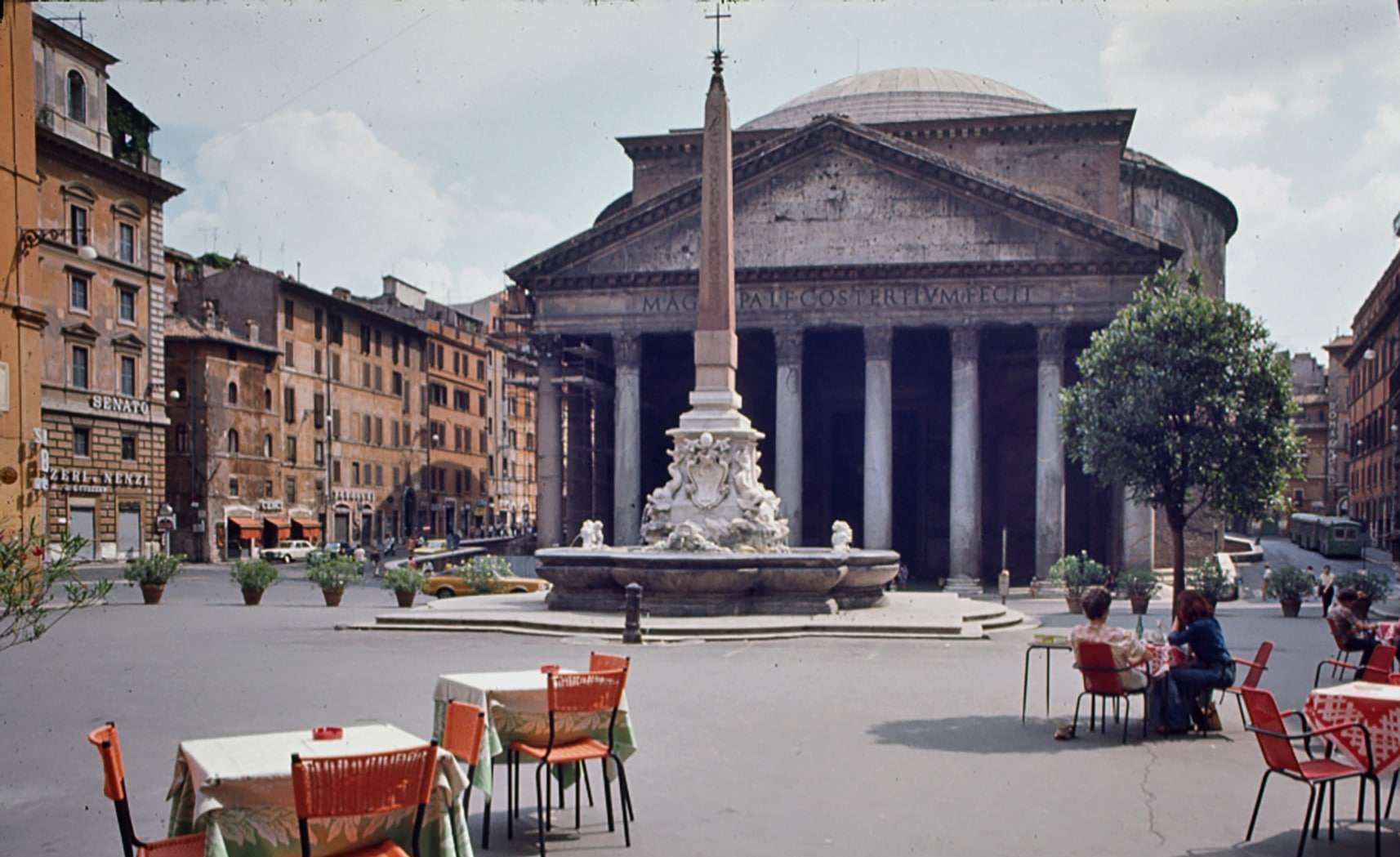
Il Pantheon e la piazza nel 1975, durante la perdurante crisi petrolifera di quegli anni.
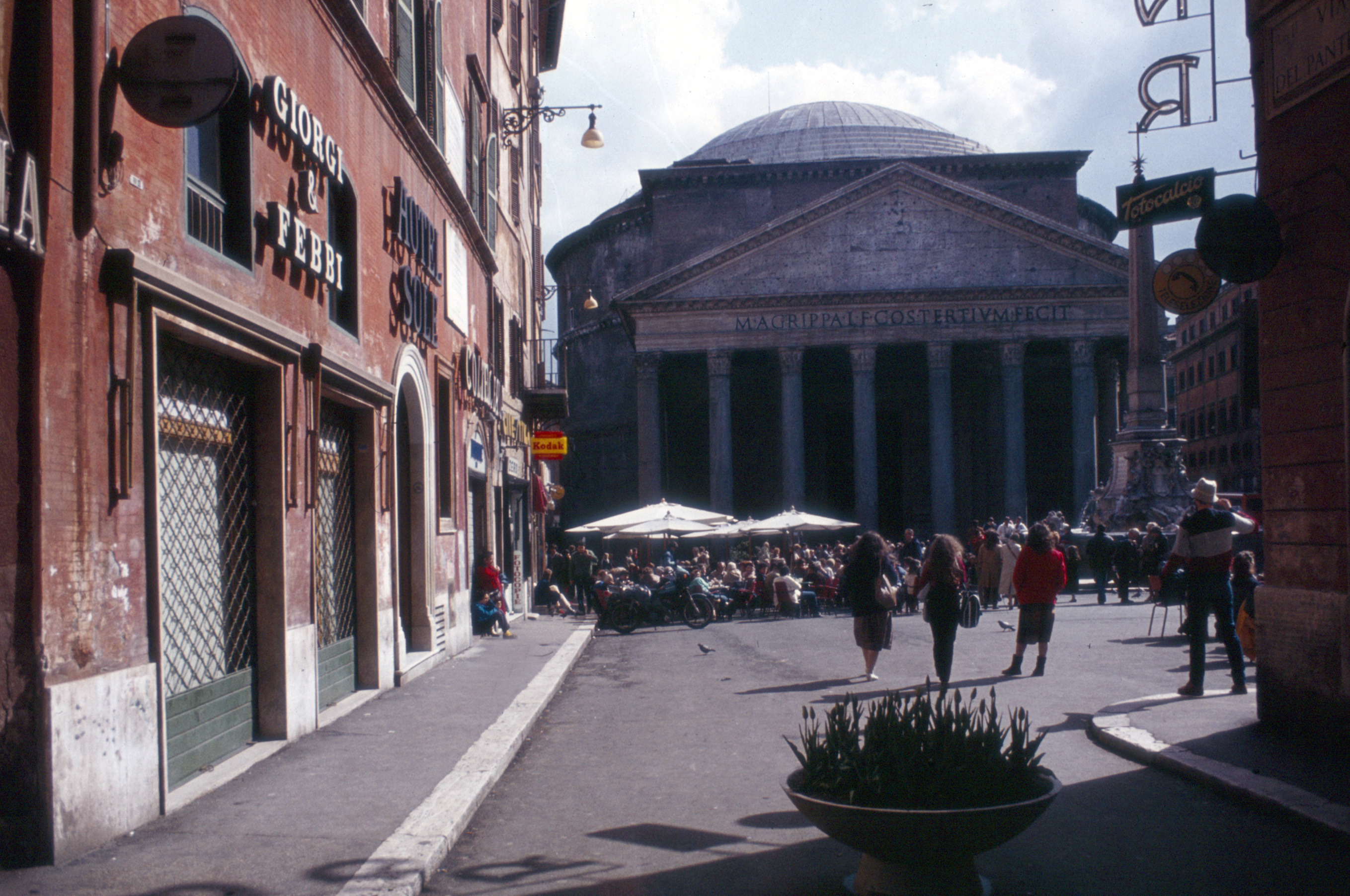
Il Pantheon e la piazza nel 1983, con le strade asfaltate.